# Avlidna 2014
Detta är en lista över kända personer som har avlidit under 2014.

## Januari

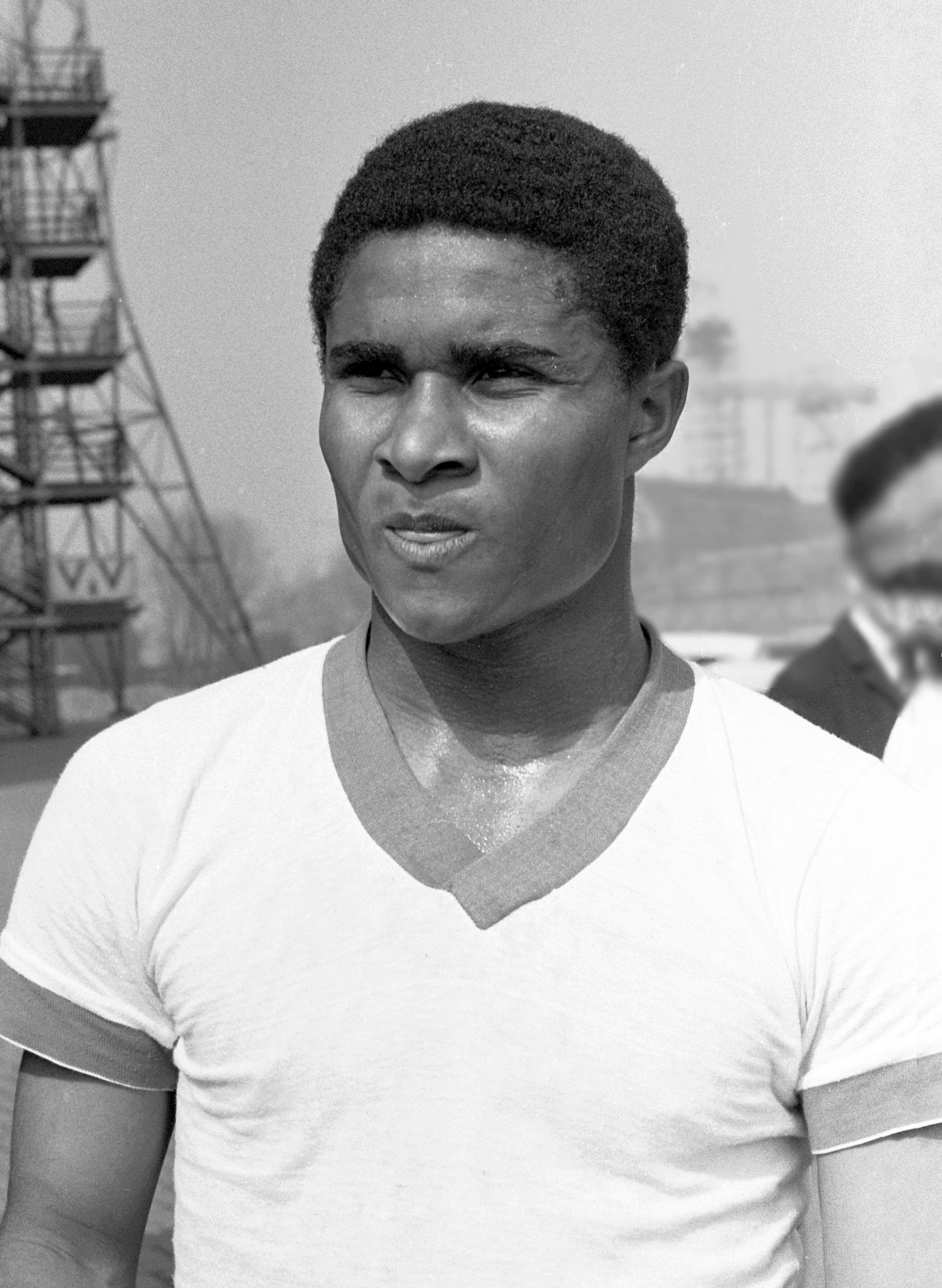
Den portugisiske fotbollsspelaren Eusébio avled 5 januari, 71 år gammal.

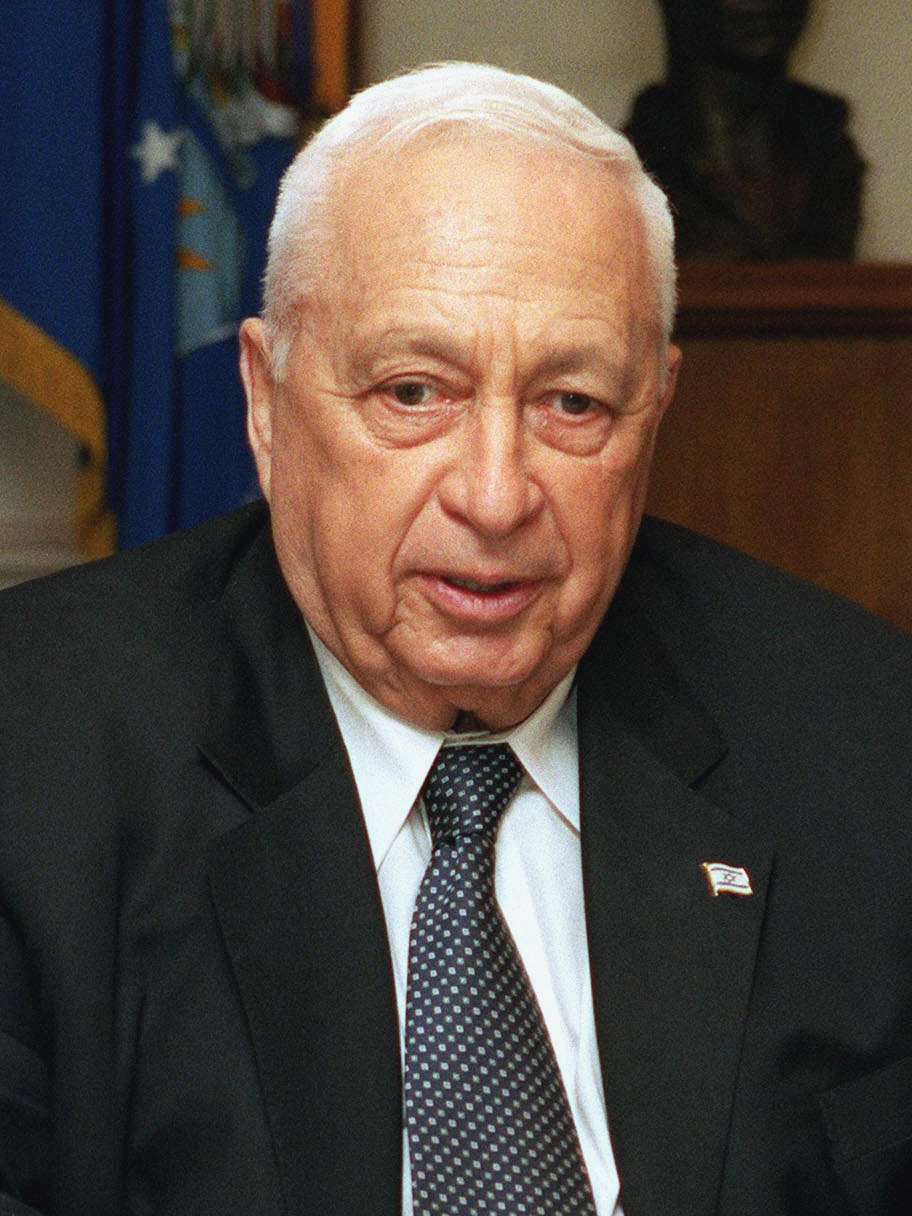
Den israeliske politikern och premiärministern Ariel Sharon avled 11 januari, 85 år gammal.

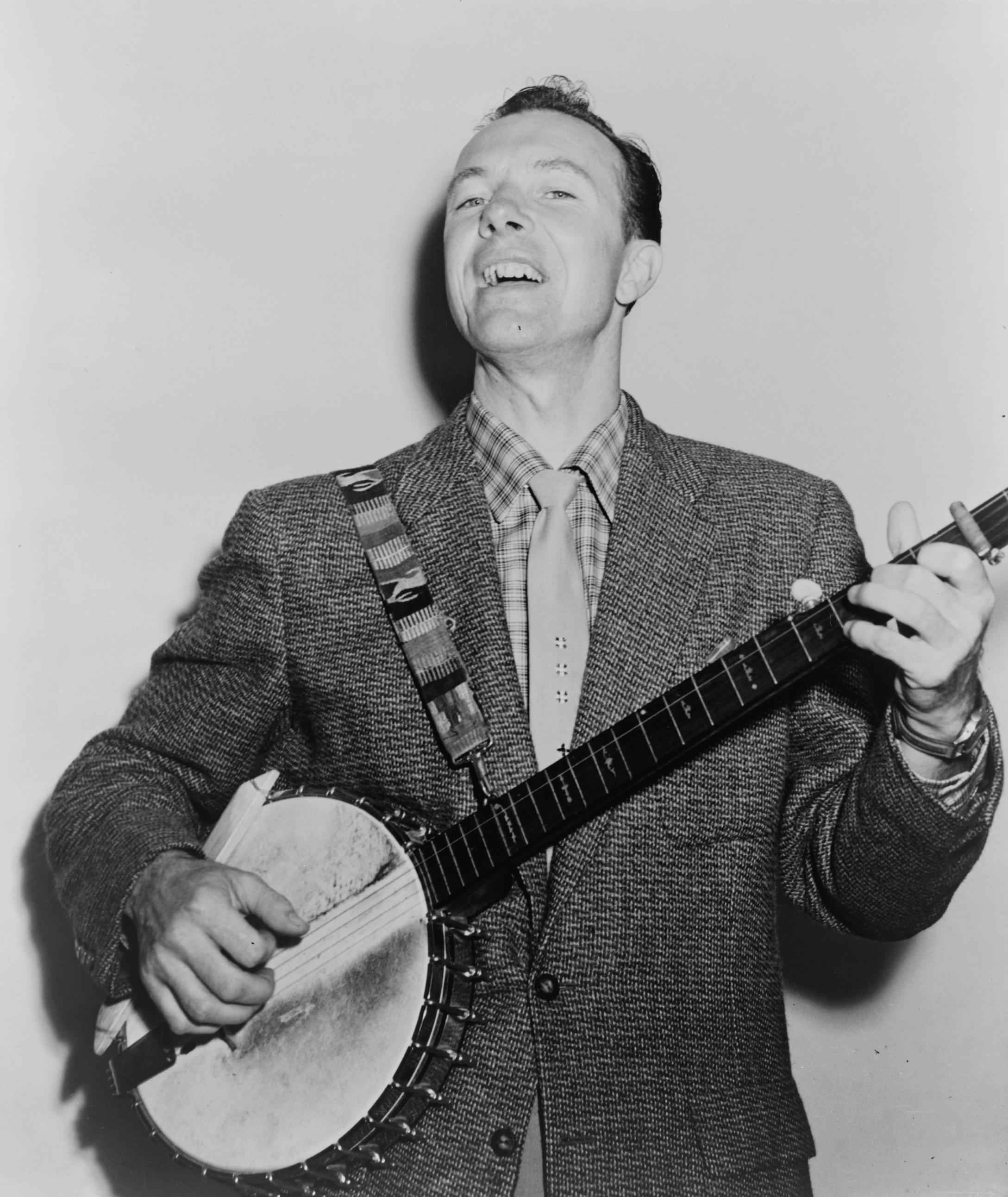
Den amerikanske musikern och sångaren Pete Seeger avled 27 januari, 94 år gammal.

- 1 januari – Juanita Moore, 99, amerikansk skådespelare.[1]
- 3 januari – Saul Zaentz, 92, amerikansk filmproducent (Gökboet).[2]
- 3 januari – Alicia Rhett, 98, amerikansk skådespelare och porträttmålare (Borta med vinden).[3]
- 3 januari – Esko Helle, 75, finländsk politiker.[4]
- 3 januari – Phil Everly, 74, amerikansk musiker och kompositör (The Everly Brothers).[5]
- 5 januari – Nelson Ned, 66, brasiliansk sångare.[6]
- 5 januari – Brian Hart, 77, brittisk racerförare och motoringenjör.[7]
- 5 januari – Eusébio, 71, moçambikiskfödd portugisisk fotbollsspelare.[8]
- 6 januari – Lena Smedsaas, 62, svensk journalist.[9]
- 6 januari – Karel Gut, 86, tjeckisk (tjeckoslovakisk) ishockeyspelare och tränare.[10]
- 7 januari – Run Run Shaw, 106, kinesisk mediamogul, film- och tv-producent.[11]
- 9 januari – Dale Mortensen, 74, amerikansk nationalekonom, mottagare av Sveriges Riksbanks pris i ekonomisk vetenskap till Alfred Nobels minne 2010.[12]
- 9 januari – Amiri Baraka, 79, amerikansk författare och poet.[13]
- 10 januari – Billy Gezon, 67, svensk sångare.[14]
- 11 januari – Ariel Sharon, 85,  israelisk politiker, premiärminister 2001–2006.[15]
- 13 januari – Bobby Collins, 82, brittisk (skotsk) fotbollsspelare och manager.[16]
- 14 januari – Juan Gelman, 83, argentinsk poet.[17]
- 14 januari – Jon Bing, 69, norsk författare och juridikprofessor.[18]
- 15 januari – Roger Lloyd-Pack, 69, brittisk skådespelare (Ett herrans liv).[19]
- 15 januari – John Dobson, 98, amerikansk astronom.[20]
- 16 januari – Hiroo Onoda, 91, japansk arméofficer i andra världskriget som inte kapitulerade förrän 1974.[21]
- 16 januari – Russell Johnson, 89, amerikansk skådespelare (Gilligan’s Island).[22]
- 18 januari – Dennis ”Fergie” Frederiksen, 62, amerikansk rocksångare.[23]
- 19 januari – Bert Williams, 93, brittisk (engelsk) fotbollsspelare.[24]
- 19 januari – Gordon Hessler, 88, brittisk film- och tv-regissör.[25]
- 20 januari – Hans Frisk, 83, svensk ingenjör och företagsledare.[26]
- 20 januari – Otis G. Pike, 92, amerikansk politiker och tidigare representanthusledamot.[27]
- 20 januari – Claudio Abbado, 80, italiensk dirigent.[28]
- 21 januari – George C. Wortley, 87, amerikansk politiker och tidigare representanthusledamot.[29]
- 21 januari – Else Marie Brandt, 90, svensk skådespelare.[30]
- 23 januari – Béla Váradi, 60, ungersk fotbollsspelare.[31]
- 23 januari – Riz Ortolani, 87, italiensk filmmusikkompositör.[32]
- 23 januari – Mille Markovic, 52, svensk proffsboxare och brottsling.[33]
- 24 januari – Shulamit Aloni, 85, israelisk politiker och freds- och människorättsaktivist, utbildningsminister 1992–1993.[34]
- 26 januari – José Emilio Pacheco, 74, mexikansk författare och poet.[35]
- 26 januari – Ulf Wahlberg, 75, svensk konstnär.[36][37]
- 27 januari – Pete Seeger, 94, amerikansk sångare och låtskrivare.[38]
- 28 januari – Georg Suttner, 91, svensk konstnär.[39]
- 29 januari – Lars Andreas Larssen, 78, norsk skådespelare.[40]
- 31 januari – Stig Colliander, 97, svensk militär.[41]
- 31 januari – Miklós Jancsó, 92, ungersk filmregissör.[42]
- 31 januari – Gundi Busch, 78, tysk konståkare, första tyska världsmästarinnan i konståkning 1954.[43]

## Februari

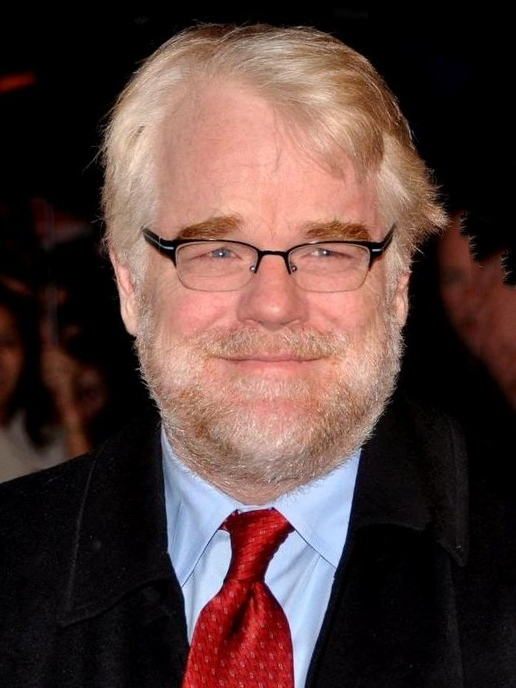
Den amerikanske skådespelaren Philip Seymour Hoffman avled 2 februari, 46 år gammal.

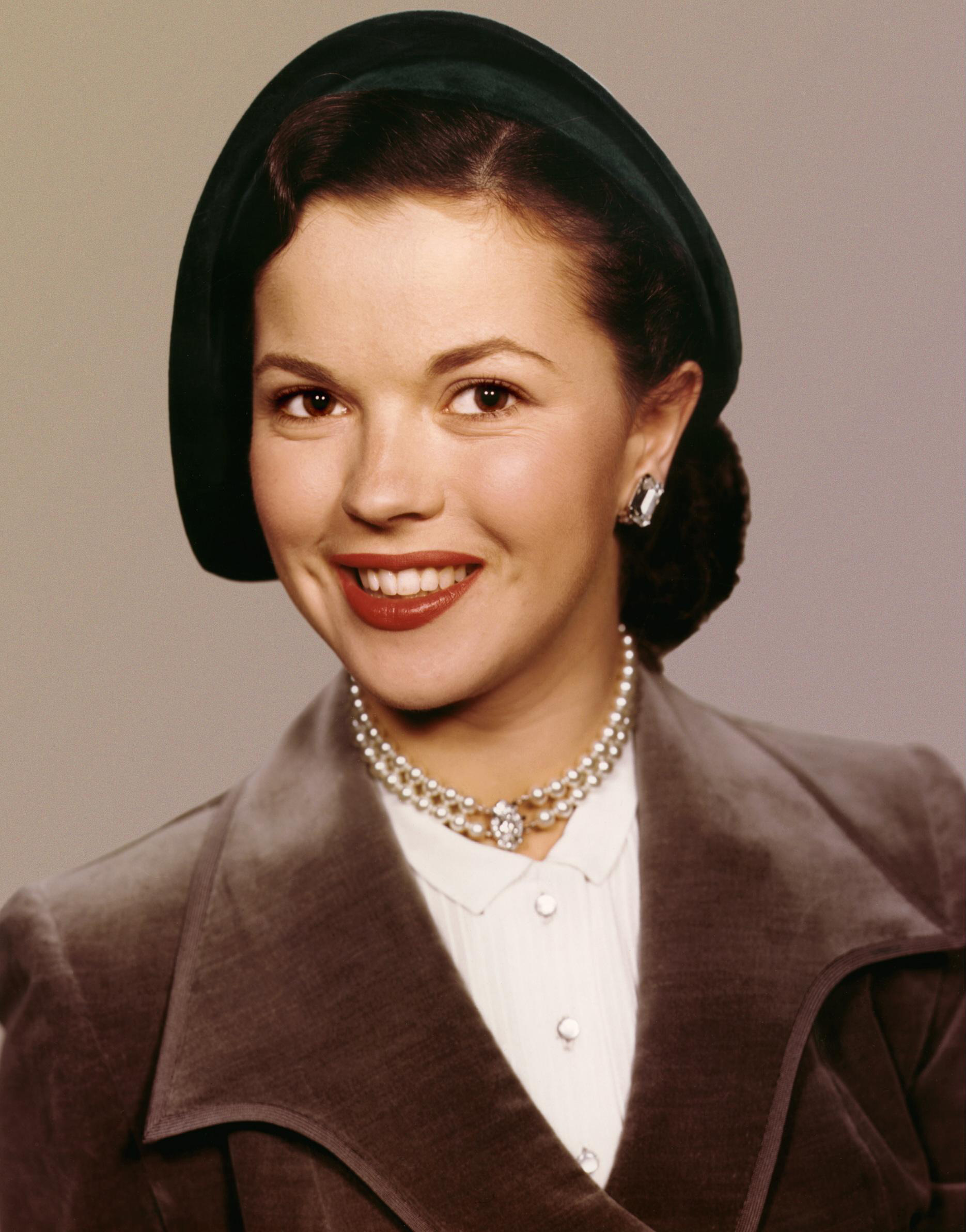
Den amerikanska skådespelaren Shirley Temple avled 10 februari, 85 år gammal.

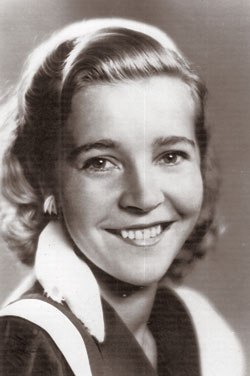
Den svenska sångaren och skådespelaren Alice Babs avled 11 februari, 90 år gammal.

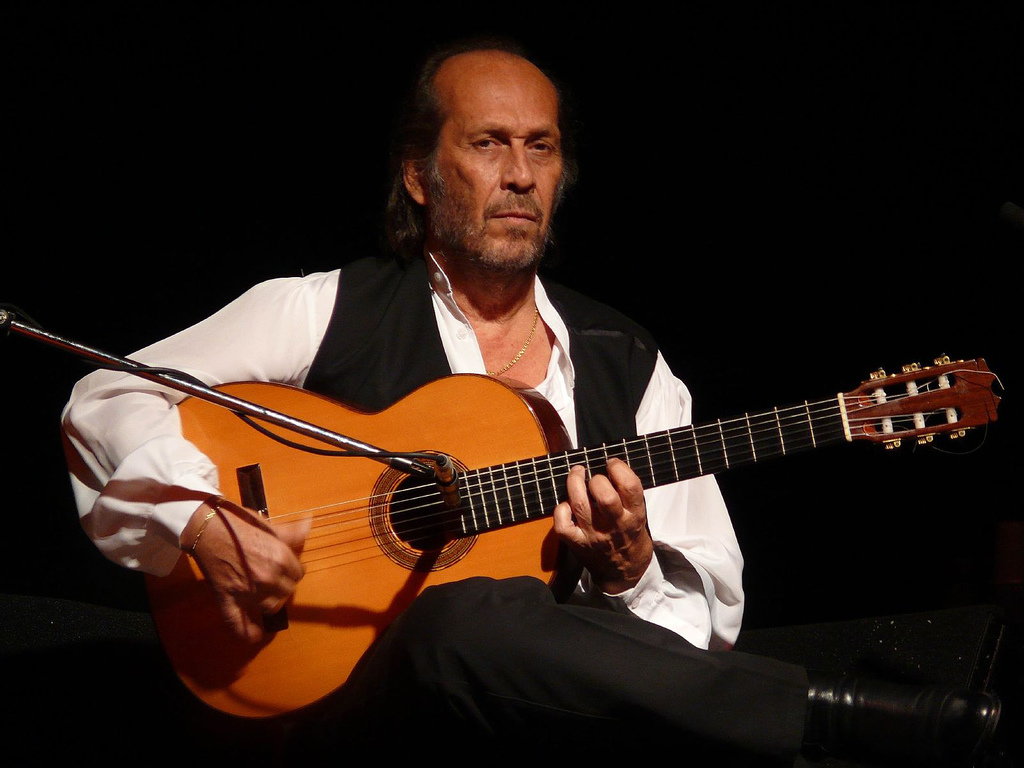
Den spanske musikern Paco de Lucía avled 25 februari, 66 år gammal.

- Exakt datum saknas – Joy Rahman, 65, svensk-bangladeshisk hemvårdare, dömd och senare frikänd för mord i Sverige 1994, misstänkt för mord 2008 i Bangladesh.[44]
- 1 februari – Maximilian Schell, 83, österrikisk-schweizisk skådespelare.[45]
- 1 februari – David Power, 85, australisk långdistanslöpare.[46]
- 1 februari – Luis Aragonés, 75, spansk fotbollsspelare och tränare.[47]
- 2 februari – Philip Seymour Hoffman, 46, amerikansk skådespelare.[48]
- 2 februari – Gerd Albrecht, 78, tysk dirigent.[49]
- 2 februari – Michel Pastor, 70, monegaskisk fastighetsmagnat.[50]
- 3 februari – Pål Skjønberg, 94, norsk skådespelare.[51]
- 3 februari – Mircea Grosaru, 61, rumänsk politiker.[52]
- 3 februari – Richard Bull, 89, amerikansk skådespelare (Nels Oleson i Lilla huset på prärien).[53]
- 3 februari – Louise Brough, 90, amerikansk tennisspelare.[54]
- 4 februari – Björn Zickerman, 90, svensk militär.[55]
- 5 februari – Mirkka Rekola, 82, finländsk poet och essäist.[56]
- 5 februari – Robert A. Dahl, 98, amerikansk statsvetare.[57]
- 6 februari – Carl-Axel Wangel, 95, svensk militär.[26]
- 6 februari – Vaçe Zela, 74, albansk sångare.[58]
- 6 februari – Bengt Olof Kälde, 77, svensk konstnär, konservator och heraldiker.[59]
- 6 februari – Maxine Kumin, 88, amerikansk poet.[60]
- 7 februari – Doug Mohns, 80, kanadensisk ishockeyspelare.[61]
- 7 februari – Veronica Wägner, 66, svensk författare.[62]
- 9 februari – Gabriel Axel, 95, dansk filmregissör och skådespelare.[63]
- 10 februari – Shirley Temple, 85, amerikansk skådespelare och diplomat.[64]
- 10 februari – Stuart Hall, 82, jamaicansk-brittisk kulturteoretiker och sociolog.[65]
- 11 februari – Alice Babs, 90, svensk jazzsångare, hovsångare och skådespelare.[66]
- 12 februari – Sid Caesar, 91, amerikansk komiker och skådespelare (Grease, En ding, ding, ding, ding värld).[67]
- 13 februari – Ralph Waite, 85, amerikansk skådespelare (Familjen Walton, NCIS).[68]
- 13 februari – Richard Møller Nielsen, 76, dansk fotbollstränare.[69]
- 14 februari – John Henson, 48, amerikansk dockspelare (Mupparna).[70]
- 14 februari – Tom Finney, 91, brittisk (engelsk) fotbollsspelare.[71]
- 16 februari – Jimmy Murakami, 80, amerikansk animatör och filmregissör.[72]
- 17 februari – Per Källberg, 66, svensk filmfotograf.[73]
- 18 februari – Gunvor Sandkvist, 90, finländsk skådespelare.[74]
- 18 februari – Mavis Gallant, 91, kanadensisk författare.[75]
- 19 februari – Valerij Kubasov, 79, rysk (sovjetisk) kosmonaut.[76]
- 19 februari – Dale Gardner, 65, amerikansk astronaut.[77]
- 20 februari – Marianne Karlbeck, 90, svensk skådespelare.[78]
- 21 februari – Jens Åberg, 67, svensk socialdemokratisk politiker.
- 21 februari – Francesco Di Giacomo, 66, italiensk rocksångare (Banco del Mutuo Soccorso).
- 21 februari – Peter Bruhn, 44, svensk typsnittsdesigner.[79]
- 22 februari – Seppo Westerlund, 83, finländsk politiker.[80]
- 22 februari – Charlotte Dawson, 47, nyzeeländsk-australisk fotomodell och programledare.[81]
- 23 februari – Alice Sommer Herz, 110, tjeckiskfödd pianist och överlevande från Förintelsen.[82]
- 24 februari – Harold Ramis, 69, amerikansk filmregissör, skådespelare och manusförfattare.[83]
- 24 februari – Carlos Páez Vilaró, 90, uruguayansk konstnär.[84]
- 24 februari – Vasile Huțanu, 59, rumänsk ishockeyspelare.[85]
- 25 februari – Paco de Lucía, 66, spansk flamencogitarrist.[86]
- 26 februari – Dezső Novák, 75, ungersk fotbollsspelare.[87]
- 27 februari – Huber Matos, 95, kubansk revolutionär och senare dissident.[88]
- 28 februari – Michio Mado, 104, japansk författare och poet.
- 28 februari – Björn Arahb, 71, svensk vissångare.[89]

## Mars

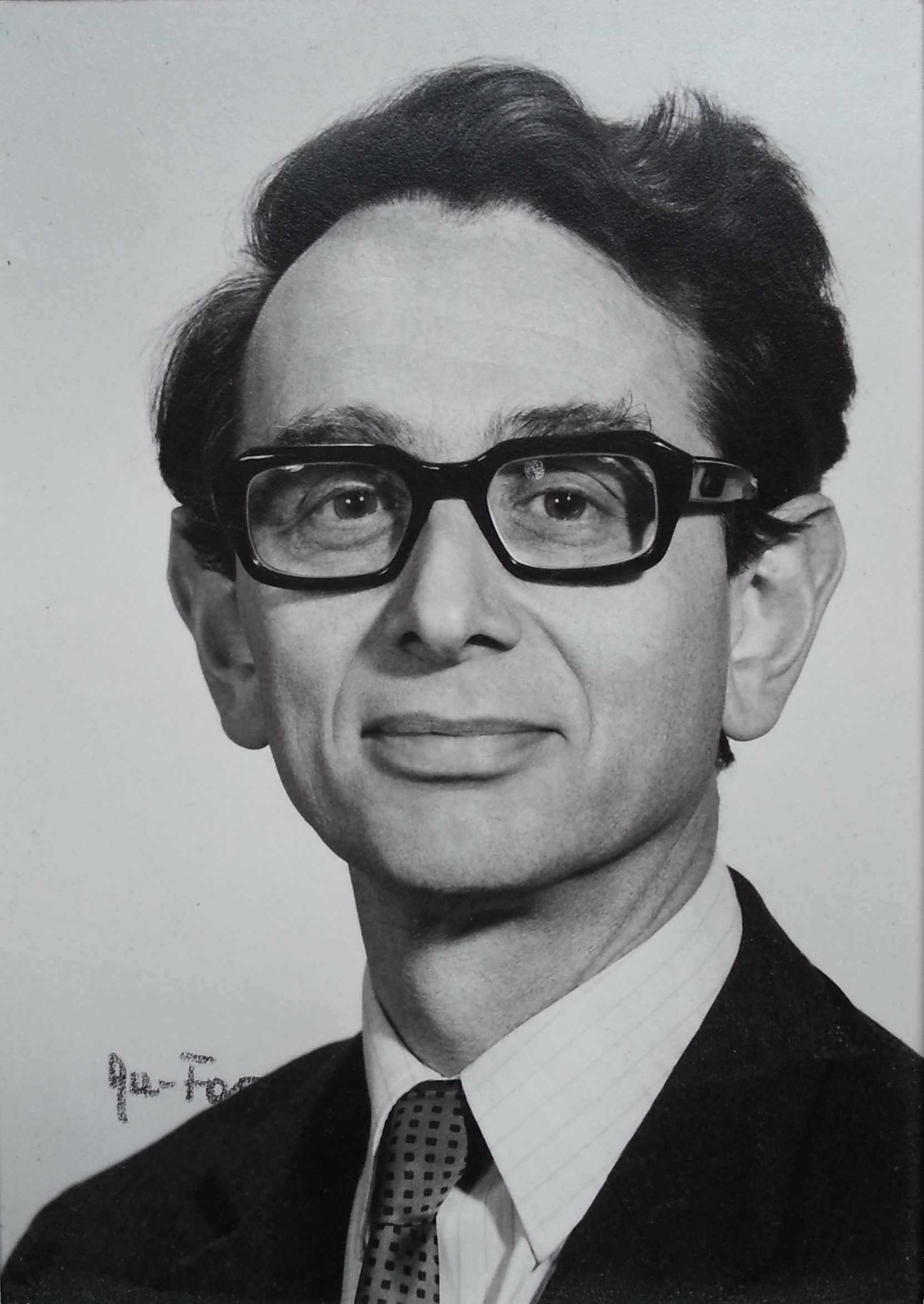
Den svenske barnläkaren, diabetologen och professorn Yngve Larsson avled 22 mars, 97 år gammal.

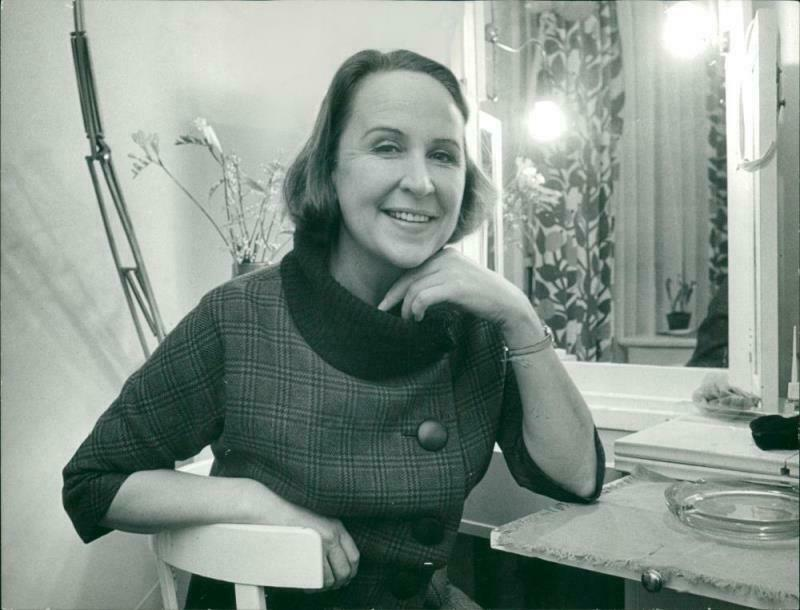
Den svenska skådespelaren Birgitta Valberg avled 29 mars, 97 år gammal.

- 1 mars – Alain Resnais, 91, fransk filmregissör.[90]
- 1 mars – Eckart Höfling, 77, tysk romersk-katolsk präst aktiv inom humanitärt arbete i Brasilien.[91]
- 2 mars – R.J. Rummel, 81, amerikansk statsvetare.[92]
- 3 mars – William Pogue, 84, amerikansk astronaut.[93]
- 3 mars – Curt Boström, 87, svensk socialdemokratisk politiker.[94]
- 6 mars – Barbro Kollberg, 96, svensk skådespelare.[95]
- 6 mars – Maurice Faure, 92, fransk politiker, siste överlevande undertecknaren av Romfördraget.[96]
- 7 mars – Per Friberg, 93, arkitekt
- 9 mars – William Clay Ford, Sr., 88, amerikansk affärsman, sonson till Henry Ford.[97]
- 11 mars – Nils Horner, 51, svensk journalist på Sveriges Radio, mördad i Kabul i Afghanistan.[98]
- 11 mars – Bob Crow, 52, brittisk fackföreningsledare och kommunist.[99]
- 12 mars – Zoja Rudnova, 67, rysk (sovjetisk) bordtennisspelare.[100]
- 12 mars – Hannes Oljelund, 81, svensk TV-man.[101]
- 12 mars – Věra Chytilová, 85, tjeckisk filmregissör och manusförfattare.[102]
- 13 mars – Ahmad Tejan Kabbah, 82, sierraleonsk president 1996–1997 och 1998–2007.[103]
- 13 mars – Reubin Askew, 85, amerikansk demokratisk politiker, Floridas guvernör 1971–1979.[104]
- 13 mars – Patrik Andersson, 41, svensk travkusk.[105][106]
- 14 mars – Warwick Parer, 77, australisk liberal politiker, minister för energi- och resursfrågor 1996–1998.[107]
- 14 mars – Sam Lacey, 65, amerikansk basketspelare (Kansas City Kings).[108]
- 14 mars – Tony Benn, 88, brittisk labour-politiker, industriminister 1974–1975 och energiminister 1975–1979.[109]
- 15 mars – Scott Asheton, 64, amerikansk rocktrummis (The Stooges).[110]
- 16 mars – Joseph Fan Zhongliang, 95, kinesisk katolsk biskop och regimkritiker.[111]
- 16 mars – Gary Bettenhausen, 72, amerikansk racerförare.[112]
- 17 mars – L'Wren Scott, 49, amerikansk modedesigner och fotomodell.[113]
- 18 mars – Lucius Shepard, 70, amerikansk fantasy- och science fictionförfattare.[114]
- 19 mars – Robert Schwarz Strauss, 95, amerikansk diplomat och politiker.[115]
- 19 mars – Fred Phelps, 84, amerikansk baptistpastor. [116]
- 20 mars – Hilderaldo Luiz Bellini, 83, brasiliansk fotbollsspelare.[117]
- 21 mars – James Rebhorn, 65, amerikansk skådespelare (Independence Day, etc).[118]
- 21 mars – Ignatius Zakka I Iwas, 80, irakisk patriark för den syrisk-ortodoxa kyrkan.[119]
- 21 mars – Jack Fleck, 92, amerikansk golfspelare.[120]
- 22 mars – Yngve Larsson, 97, svensk medicinprofessor och diabetolog.[121]
- 23 mars – Adolfo Suárez, 81, spansk politiker, premiärminister 1976–1981.[122]
- 24 mars – Aleksandr Muzytjko, 51, ukrainsk ultranationalistisk ledare.[123]
- 24 mars – Lil Yunkers, 100, svensk sångare, skådespelare, journalist, författare och översättare.[124]
- 25 mars – Ralph Wilson, 95, amerikansk affärsman och sportlagsägare (Buffalo Bills).[125]
- 25 mars – Stig Hallgren, 88, svensk filmfotograf.[126]
- 27 mars – James R. Schlesinger, 85, amerikansk CIA-chef 1973 och republikansk försvarsminister 1973–1975.[127]
- 27 mars – Richard Nelson Frye, 94, amerikansk professor i iranistik.[128]
- 28 mars – Lorenzo Semple Jr., 91, amerikansk manusförfattare.[129]
- 28 mars – Jeremiah Denton, 89, amerikansk konteramiral och politiker, senator för Alabama 1981–1987.[130]
- 28 mars – Tommy Hanné, 67, svensk travkusk och travtränare.[131]
- 29 mars – Birgitta Valberg, 97, svensk skådespelare.[132]
- 30 mars – Phüntso Wangye, 91, tibetansk-kinesisk kommunistisk politiker.[133]
- 30 mars – Kate O'Mara, 74, brittisk skådespelare (Arvingarna, Dynastin).[134]
- 31 mars – Frankie Knuckles, 59, amerikansk DJ och musikproducent.[135]

## April

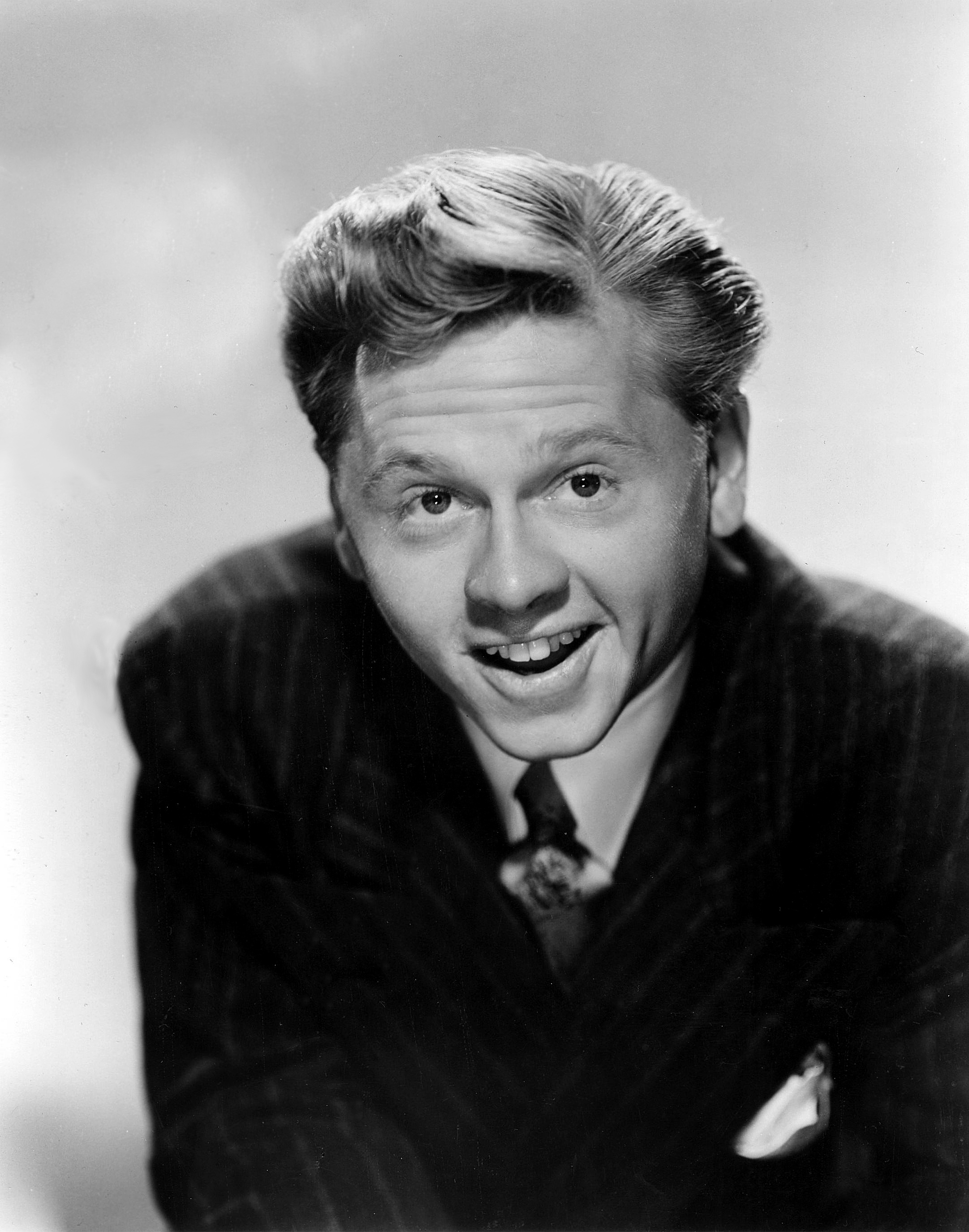
Den amerikanske skådespelaren Mickey Rooney avled 6 april, 93 år gammal.

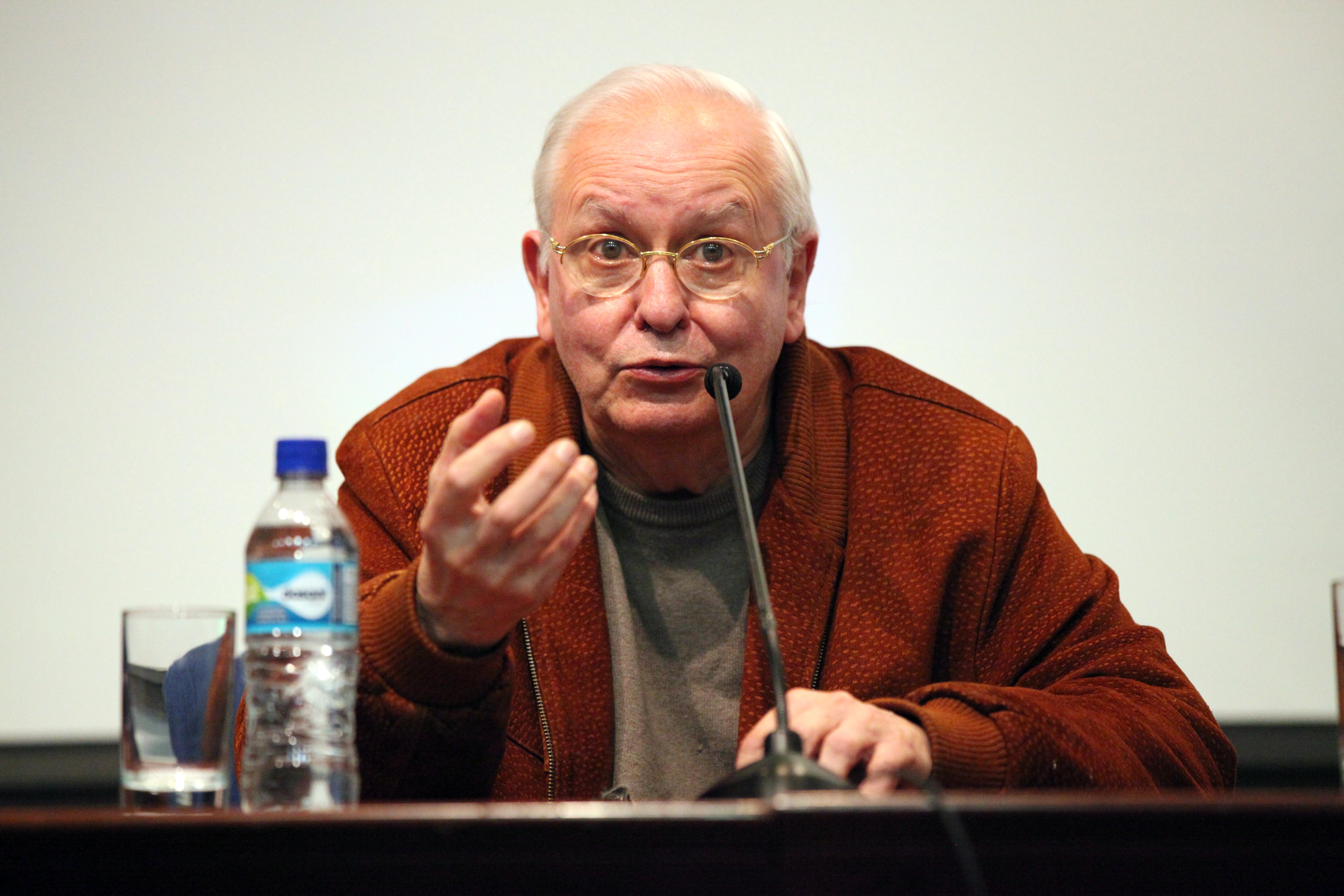
Den argentinske filosofen Ernesto Laclau avled 13 april, 78 år gammal.

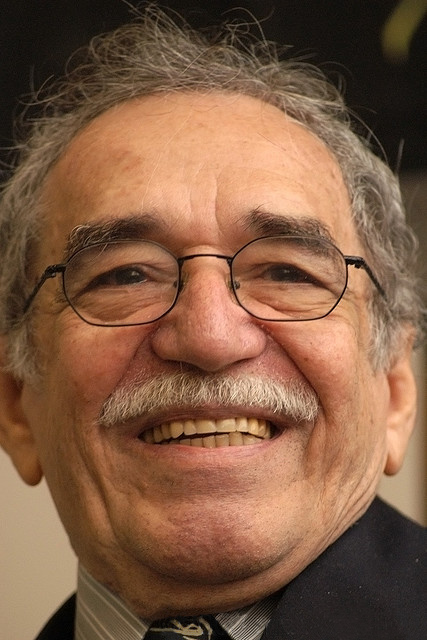
Den colombianske författaren och nobelpristagaren Gabriel García Márquez avled 17 april, 87 år gammal.

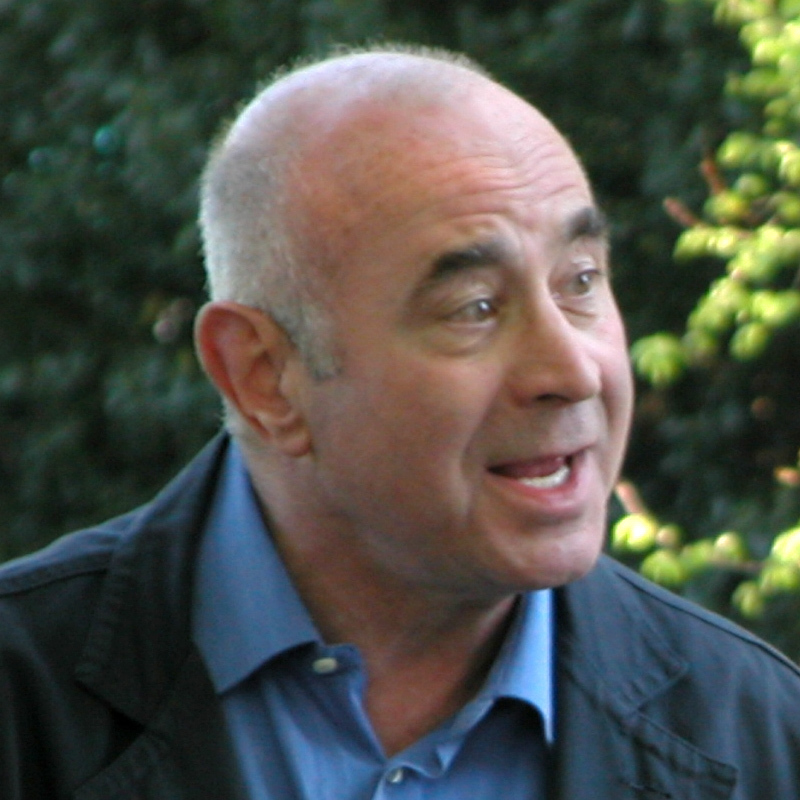
Den brittiske skådespelaren Bob Hoskins avled 29 april, 71 år gammal.

- 3 april – Tommy Lynn Sells, 49, amerikansk seriemördare.[136]
- 3 april – Régine Deforges, 78, fransk författare, journalist och förläggare.[137]
- 4 april – Kumba Yalá, 61, guinea-bissauisk politiker, president 2000–2003.[138]
- 4 april – Muhammad Qutb, 94 eller 95, egyptisk författare och aktivist inom Muslimska brödraskapet.[139]
- 4 april – Margo MacDonald, 70, brittisk (skotsk) politiker, ledamot i skotska parlamentet.[140]
- 4 april – José Aguilar, 55, kubansk boxare.[141]
- 5 april – Peter Matthiessen, 86, amerikansk författare, miljöaktivist och CIA-agent.[142]
- 5 april – Alan Davie, 93, brittisk (skotsk) målare och musiker.[143]
- 6 april – Mickey Rooney, 93, amerikansk skådespelare (Vi charmörer, Frukost på Tiffany's, En ding, ding, ding, ding värld).[144]
- 6 april – Liv Dommersnes, 91, norsk skådespelare.[145]
- 6 april – Mary Anderson, 96, amerikansk skådespelare (Borta med vinden).[146]
- 7 april – Per Björkman, 94, svensk militär.[26]
- 7 april – Peaches Geldof, 25, brittisk modell och skribent, dotter till Bob Geldof.[147]
- 8 april – The Ultimate Warrior, 54, amerikansk fribrottare.[148]
- 8 april – Ghiță Licu, 68, rumänsk handbollsspelare.[149]
- 8 april – Emmanuel III Delly, 86, irakisk patriark och högste företrädare för den kaldeisk-katolska kyrkan 2003–2012.[150]
- 8 april – Marichen Nielsen, 93, dansk kvinnorättskämpe och politiker.[151]
- 10 april – Claes Sundin, 69, svensk militär.[152]
- 10 april – Sue Townsend, 68, brittisk författare (Adrian Mole).[153]
- 10 april – Richard Hoggart, 95, brittisk litteraturvetare och sociolog.[154]
- 10 april – László Felkai, 73, ungersk vattenpolospelare och simmare.[155]
- 12 april – Maurício Alves Peruchi, 24, brasiliansk fotbollsspelare.[156]
- 13 april – Ernesto Laclau, 78, argentinsk postmarxistisk politisk teoretiker.[157]
- 15 april – Nina Cassian, 89, rumänsk poet och översättare.[158]
- 16 april – Aulis Rytkönen, 85, finländsk fotbollsspelare och landslagstränare.[159]
- 17 april – Gabriel García Márquez, 87, colombiansk författare, nobelpristagare i litteratur 1982.[160]
- 18 april – Wiveca Billquist, 77, svensk fotomodell, skådespelare och TV-producent.[161]
- 20 april – Rubin "Hurricane" Carter, 76, amerikansk boxare, avtjänade 19-årigt fängelsestraff efter att felaktigt ha blivit dömd för mord.[162]
- 24 april – Tadeusz Różewicz, 92, polsk poet, prosaförfattare och dramatiker.[163]
- 24 april – Ray Musto, 85, amerikansk demokratisk politiker, representanthusledamot 1980–1981.[164]
- 24 april – Hans Hollein, 80, österrikisk arkitekt.[165]
- 24 april – Aino Heimerson, 68, svensk journalist.[166]
- 25 april – Stefanie Zweig, 81, tysk författare.[167]
- 25 april – Tito Vilanova, 45, spansk fotbollsspelare och tränare (Barcelona).[168]
- 25 april – Christer Söderlund, 71, svensk skådespelare.[169]
- 27 april – Vujadin Boškov, 82, serbisk (jugoslavisk) fotbollsspelare och tränare.[170]
- 28 april – J. Dwight Pentecost, 99, amerikansk kristen teolog.[171]
- 29 april – Walter Walsh, 106, amerikansk FBI-agent, skjutinstruktör och olympisk sportskytt, tidernas äldste olympier.[172]
- 29 april – Bob Hoskins, 71, brittisk skådespelare (Vem satte dit Roger Rabbit?, Hook).[173]
- 29 april – Iveta Bartošová, 48, tjeckisk sångare.[174]

## Maj

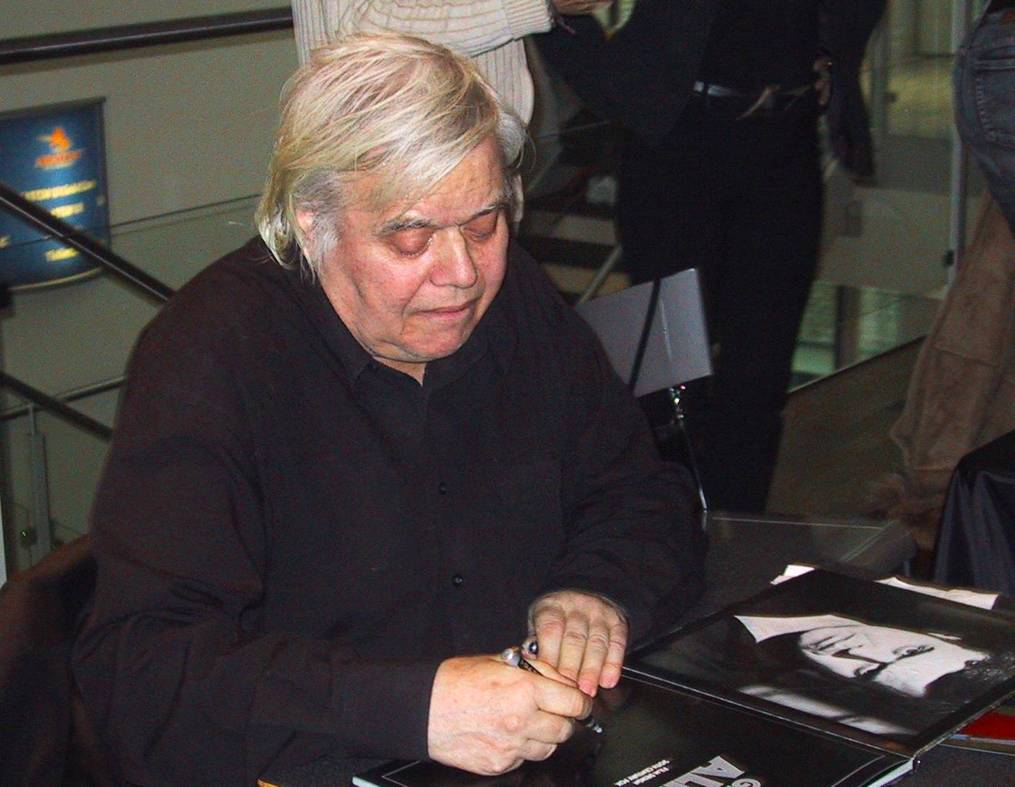
Den schweiziske konstnären H.R. Giger avled 12 maj, 74 år gammal.

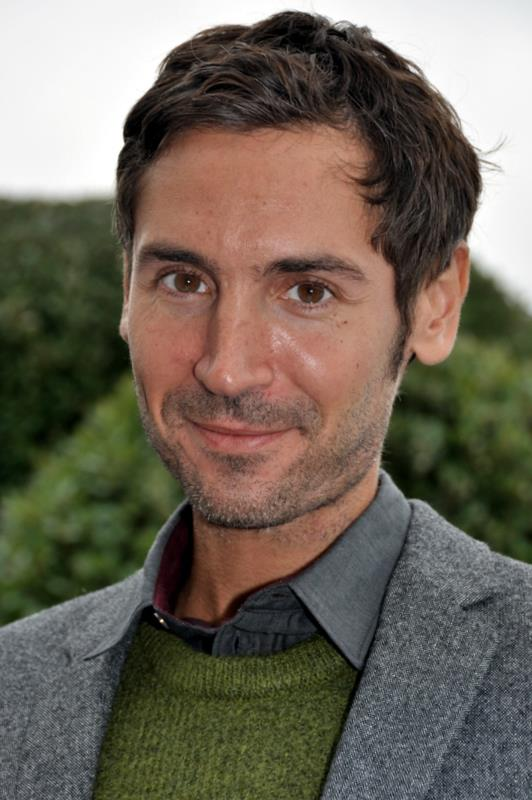
Den svenske dokumentärfilmaren Malik Bendjelloul avled 13 maj, 36 år gammal.

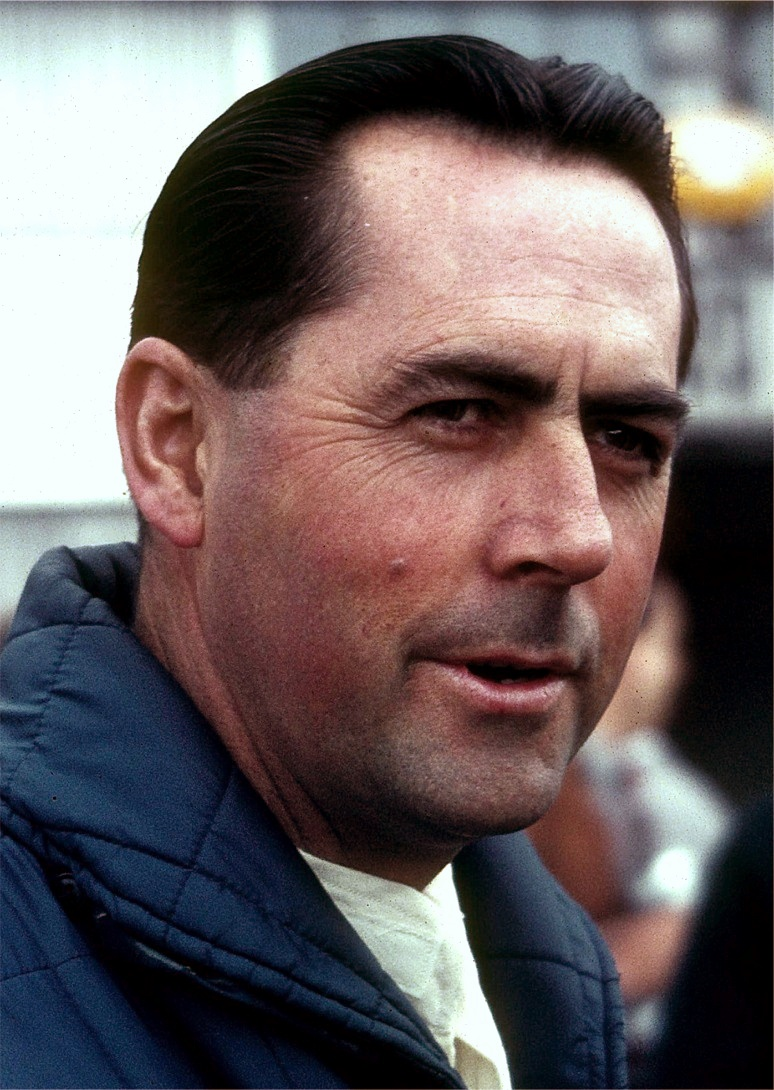
Den australiske racerföraren Jack Brabham avled 19 maj, 88 år gammal.

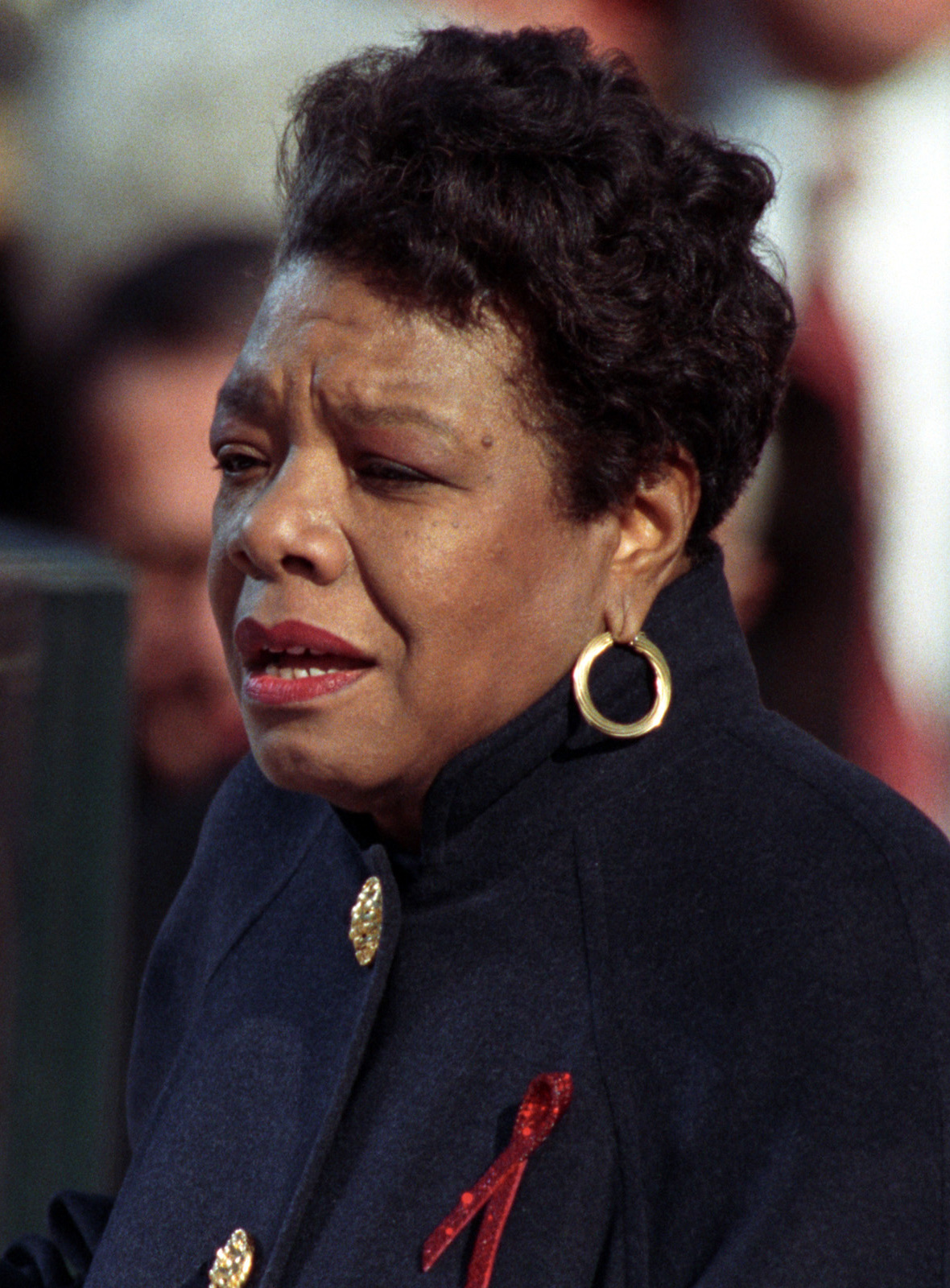
Den amerikanska aktivisten Maya Angelou avled 28 maj, 86 år gammal.

- 1 maj – Juan Formell, 71, kubansk salsamusiker och kompositör.[175]
- 1 maj – Bjørn Barth, 83, norsk diplomat och officer.[176]
- 2 maj – Efrem Zimbalist, Jr., 95, amerikansk skådespelare.[177]
- 2 maj – Nigel Stepney, 55, brittisk Formel 1-mekaniker.[178]
- 3 maj – Jim Oberstar, 79, amerikansk demokratisk politiker och representanthusledamot.[179]
- 3 maj – Gary Becker, 83, amerikansk ekonom, nobelpristagare i ekonomi 1992.[180]
- 4 maj – Tony Settember, 87, amerikansk racerförare.[181]
- 4 maj – Al Pease, 92, kanadensisk racerförare.[182]
- 4 maj – Elena Baltacha, 30, brittisk tennisspelare.[183]
- 4 maj – Toimi Alatalo, 85, finländsk längdskidåkare.[184]
- 5 maj – Catharina Stenqvist, 63, svensk professor i religionsfilosofi.[185]
- 6 maj – Leslie Thomas, 83, brittisk (walesisk) författare.[186]
- 6 maj – Nisse Skoog, 92, svensk jazzmusiker, scenograf och konstnär.[187]
- 6 maj – Jimmy Ellis, 74, amerikansk boxare och före detta tungviktsvärldsmästare.[188]
- 6 maj – Thory Bernhards, 93, svensk sångare.[189]
- 7 maj – Elaine Sturtevant, 89, amerikansk konstnär.[190]
- 8 maj – Joseph P. Teasdale, 78, amerikansk demokratisk politiker, Missouris guvernör 1977–1981.[191]
- 8 maj – Yago Lamela, 36, spansk friidrottare (längdhopp).[192]
- 9 maj – Mary Stewart, 97, brittisk författare.[193]
- 9 maj – Mel Patton, 89, amerikansk friidrottare (löpning).[194]
- 9 maj – Harlan Mathews, 87, amerikansk demokratisk politiker, senator för Tennessee 1993–1994.[195]
- 10 maj – Patrick Lucey, 96, amerikansk politiker, Wisconsins guvernör 1971–1977.[196]
- 12 maj – H.R. Giger, 74, schweizisk konstnär och scenograf.[197]
- 13 maj – Anthony Villanueva, 69, filippinsk boxare.[198]
- 13 maj – Malik Bendjelloul, 36, svensk dokumentärfilmare och journalist (Searching for Sugar Man).[199]
- 13 maj – David Malet Armstrong, 87, australisk filosof.[200]
- 15 maj – Jean-Luc Dehaene, 73, belgisk kristdemokratisk premiärminister 1992–1999.[201]
- 16 maj – Viktor Suchodrev, 81, rysk (sovjetisk) tolk.[202]
- 17 maj – Anna Pollatou, 30, grekisk gymnast.[203]
- 17 maj – Gerald Edelman, 84, amerikansk biolog, nobelpristagare i fysiologi eller medicin 1972.[204]
- 18 maj – Gunny Widell, 85, svensk chefredaktör för bl.a. Damernas Värld, Vecko-Journalen och Vecko-Revyn.[205][206]
- 18 maj – Morris Weiss, 98, amerikansk serietecknare.[207]
- 18 maj – Dobrica Ćosić, 92, serbisk författare och politiker, Förbundsrepubliken Jugoslaviens president 1992–1993.[208]
- 19 maj – Zbigniew Pietrzykowski, 79, polsk olympisk boxare.[209]
- 19 maj – Jack Brabham, 88, australisk racerförare.[210]
- 21 maj – R. Umanath, 92, indisk kommunistisk politiker.[211]
- 21 maj – Jaime Lusinchi, 89, venezuelansk president 1984–1989.[212]
- 21 maj – Hélène Pastor, 76–77, monegaskisk fastighetsmagnat.[213]
- 22 maj – Imre Gedővári, 62, ungersk fäktare.[214]
- 24 maj – Maurizio Mannelli, 84, italiensk vattenpolospelare.[215]
- 25 maj – Herb Jeffries, 100, amerikansk musiker och skådespelare.[216]
- 25 maj – Wojciech Jaruzelski, 90, polsk militär och politiker, premiärminister 1981–1985 och president 1989–1990.[217]
- 25 maj – Caroline Christensen, 88, svensk sångare och skådespelare.
- 25 maj – Tommy Blom, 67, svensk sångare, musiker och programledare (Tages).[218]
- 26 maj – Eva Winther, 92, svensk folkpartistisk politiker.
- 26 maj – William R. Roy, 88, amerikansk demokratisk politiker.[219]
- 27 maj – Helma Sanders-Brahms, 73, tysk filmregissör och manusförfattare.[220]
- 27 maj – Torsten Ekbom, 76, svensk författare och kritiker.[221]
- 27 maj – Carl Bernström, 88, svensk sotarmästare, skådespelare och statist.
- 28 maj – Mats ”Magic” Gunnarsson, 51, svensk musiker (saxofonist).[222]
- 28 maj – Malcolm Glazer, 85, amerikansk affärsman och ägare av sportlag (Manchester United).[223]
- 28 maj – Maya Angelou, 86, amerikansk författare och medborgarrättsaktivist.[224]

## Juni

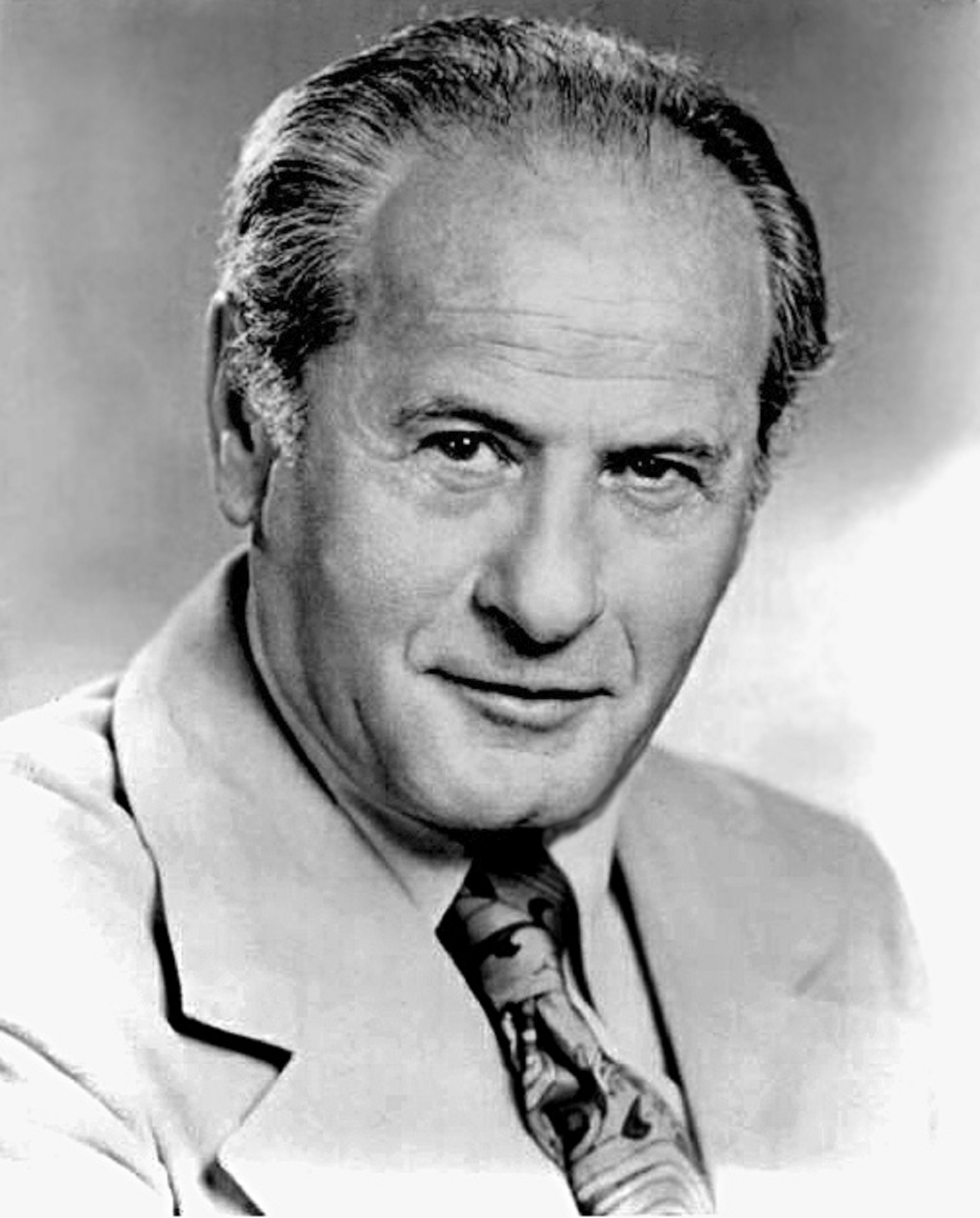
Den amerikanske skådespelaren Eli Wallach avled 24 juni, 98 år gammal.

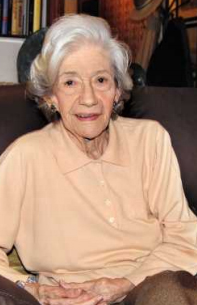
Den spanska författaren Ana María Matute avled 28 juni, 89 år gammal.

- 2 juni – Alexander Shulgin, 88, amerikansk kemist och farmakolog (MDMA).[225]
- 5 juni – Reiulf Steen, 80, norsk socialdemokratisk politiker, Arbeiderpartiets ordförande 1975–1981.[226]
- 5 juni – Johnny Leach, 91, brittisk bordtennisspelare.[227]
- 5 juni – Rolf Hachmann, 96, tysk arkeolog och förhistoriker.[228]
- 6 juni – Lorna Wing, 85, brittisk psykiater, forskare om autism och Aspergers syndrom.[229]
- 7 juni – Fernandão, 36, brasiliansk fotbollsspelare.[230]
- 8 juni – Alexander Imich, 111, polsk-amerikansk kemist och parapsykolog, äldste mannen i världen vid sin död.[231]
- 9 juni – Gerd Zacher, 84, tysk kompositör och organist.[232]
- 9 juni – Bosse Persson, 72, svensk excentriker, grundare av Kalle Anka-partiet [233]
- 9 juni – Rik Mayall, 56, brittisk skådespelare och komiker.[234]
- 10 juni – Kurt Nylander, 59, svensk teaterchef vid Folkteatern i Gävleborg.[235]
- 11 juni – Rafael Frühbeck de Burgos, 80, spansk dirigent och kompositör.[236]
- 11 juni – Ruby Dee, 91, amerikansk skådespelare.[237]
- 12 juni – Gunnel Linde, 89, svensk TV- och radioproducent och författare.[238]
- 12 juni – Carla Laemmle, 104, amerikansk skådespelare.[239]
- 13 juni – Sara Widén, 33, svensk operasångare.[240]
- 13 juni – Berislav Klobučar, 89, kroatisk dirigent.[241]
- 14 juni – Sam Kelly, 70, brittisk skådespelare ('Allå, 'allå, 'emliga armén).[242]
- 14 juni – Tom Rolf, 82, svensk-amerikansk filmredigerare, son till Ernst Rolf och Tutta Rolf.[243]
- 15 juni – Francis Matthews, 86, brittisk skådespelare.[244]
- 15 juni – Daniel Keyes, 86, amerikansk författare.[245]
- 15 juni – Casey Kasem, 82, amerikansk radio- och tv-personlighet och diskjockey (American Top 40).[246]
- 15 juni – Jacques Bergerac, 87, fransk skådespelare.[247]
- 17 juni – Ragnar Norrby,  71, svensk generaldirektör för Smittskyddsinstitutet.[248]
- 18 juni – Horace Silver, 85, amerikansk jazzpianist och orkesterledare.[249]
- 18 juni – Stephanie Kwolek, 90, amerikansk kemist, uppfinnare av kevlar.[250]
- 18 juni – Folke Abenius, 80, svensk operaregissör och operachef.[251]
- 19 juni – Patrik Karlsson, 53, svensk basist (Sven-Ingvars).[252][253]
- 19 juni – Ibrahim Touré, 28, ivoriansk fotbollsspelare.
- 19 juni – Gerry Goffin, 75, amerikansk låtskrivare.[254]
- 20 juni – Rohdi Heintz, 71, svensk modeskapare.[255]
- 21 juni – Joakim Santesson, 68, svensk läkare och entreprenör, son till Albert Bonnier Jr och Mai Santesson.[256]
- 23 juni – Magnus Wassén, 93, svensk seglare.[257]
- 24 juni – Eli Wallach, 98, amerikansk skådespelare (Den gode, den onde, den fule).[258]
- 24 juni – Ramon José Velásquez, 97, venezuelansk politiker, interimspresident 1993–1994.[259]
- 25 juni – Ana María Matute, 88, spansk författare.[260]
- 26 juni – Howard Baker, 88, amerikansk republikansk politiker, senator 1967–1985 och Vita husets stabschef 1987–1988.[261]
- 27 juni – Bobby Womack, 70, amerikansk soulmusiker, sångare och låtskrivare.[262]
- 27 juni – Leslie Manigat, 83, haitisk president 1988.[263]
- 28 juni – Lasse Kühler, 75, svensk dansare och skådespelare.[264]
- 30 juni – Željko Šturanović, 54, montenegrinsk politiker, premiärminister 2006–2008.[265]
- 30 juni – Paul Mazursky, 84, amerikansk filmregissör.[266]

## Juli

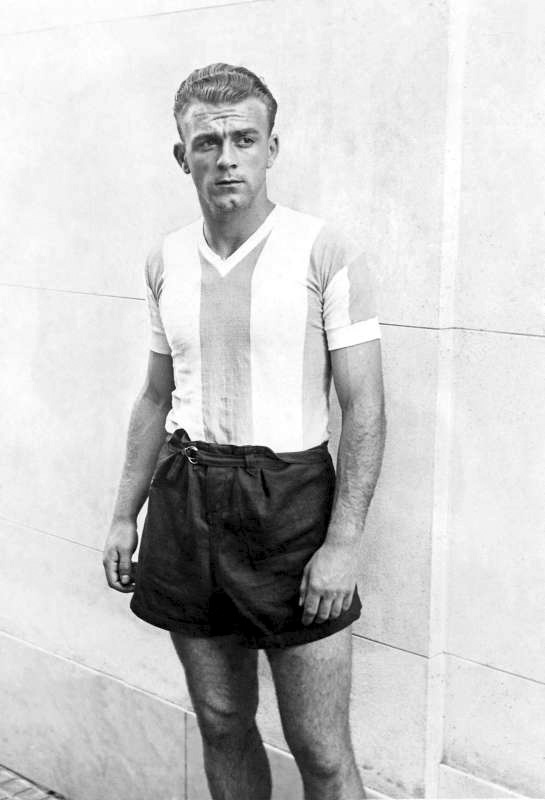
Den argentinske fotbollsspelaren Alfredo Di Stéfano avled 7 juli, 88 år gammal.

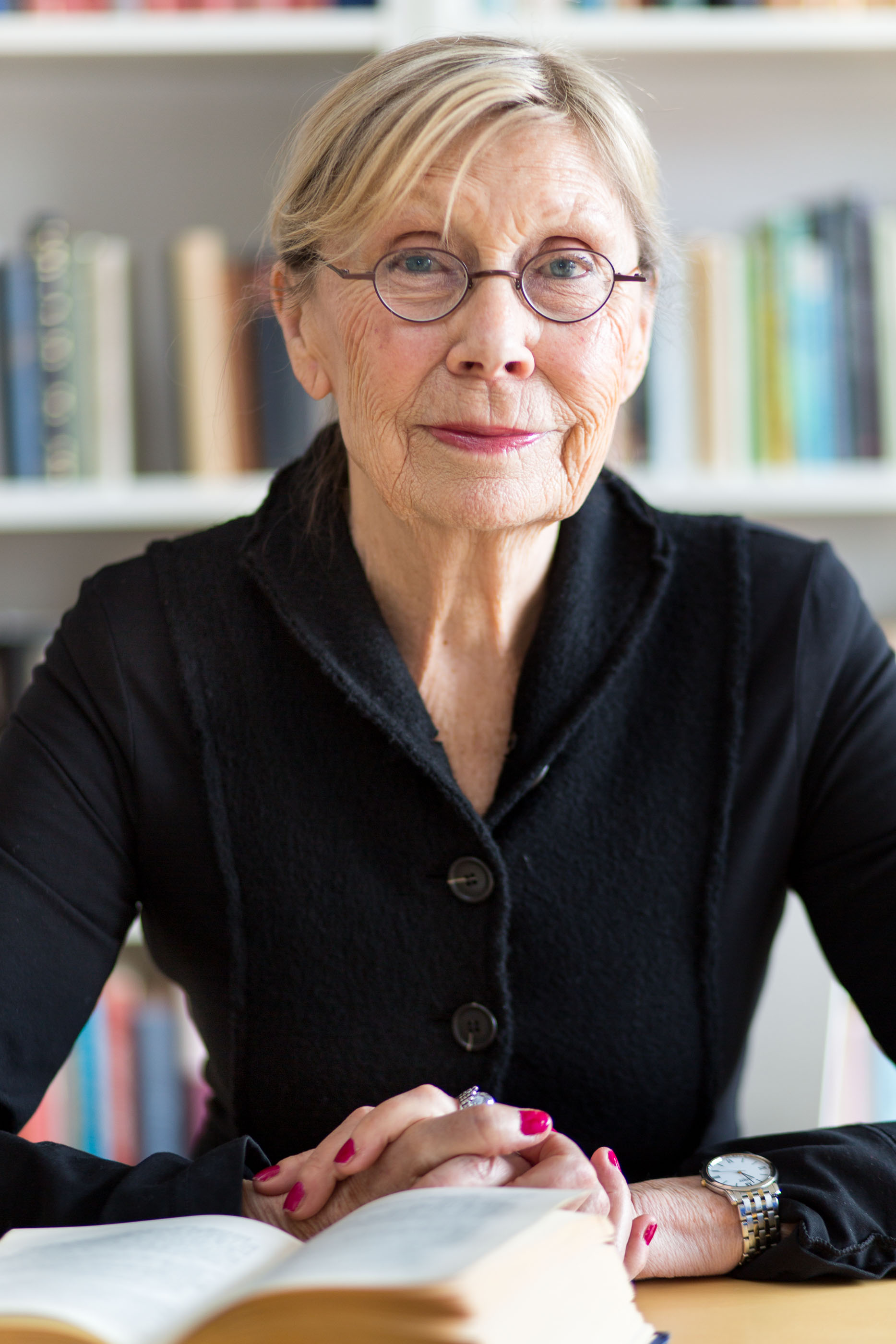
Den svenska regissören och författaren Carin Mannheimer avled 11 juli, 79 år gammal.

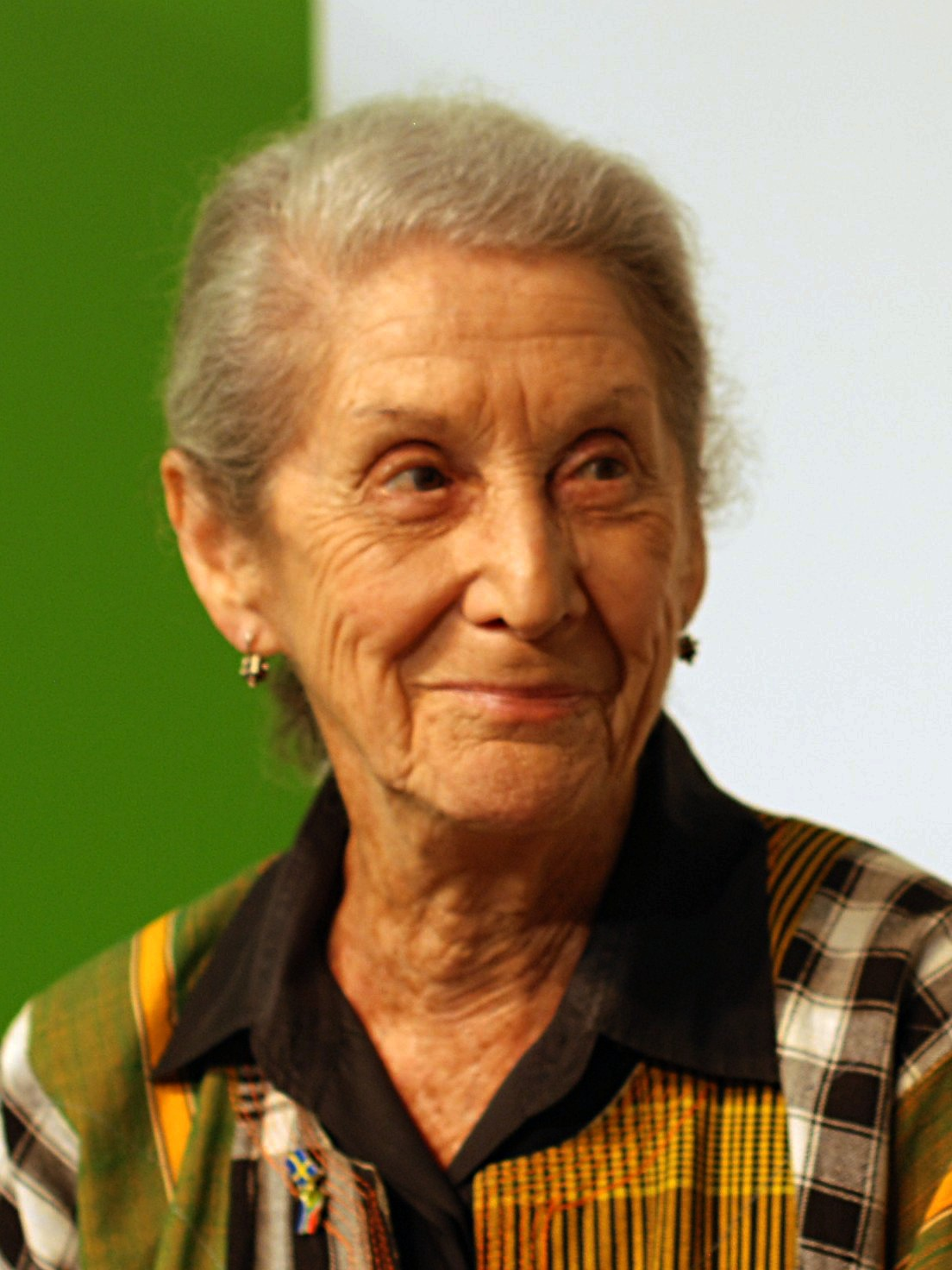
Den sydafrikanska författaren och nobelpristagaren Nadine Gordimer avled 13 juli, 90 år gammal.

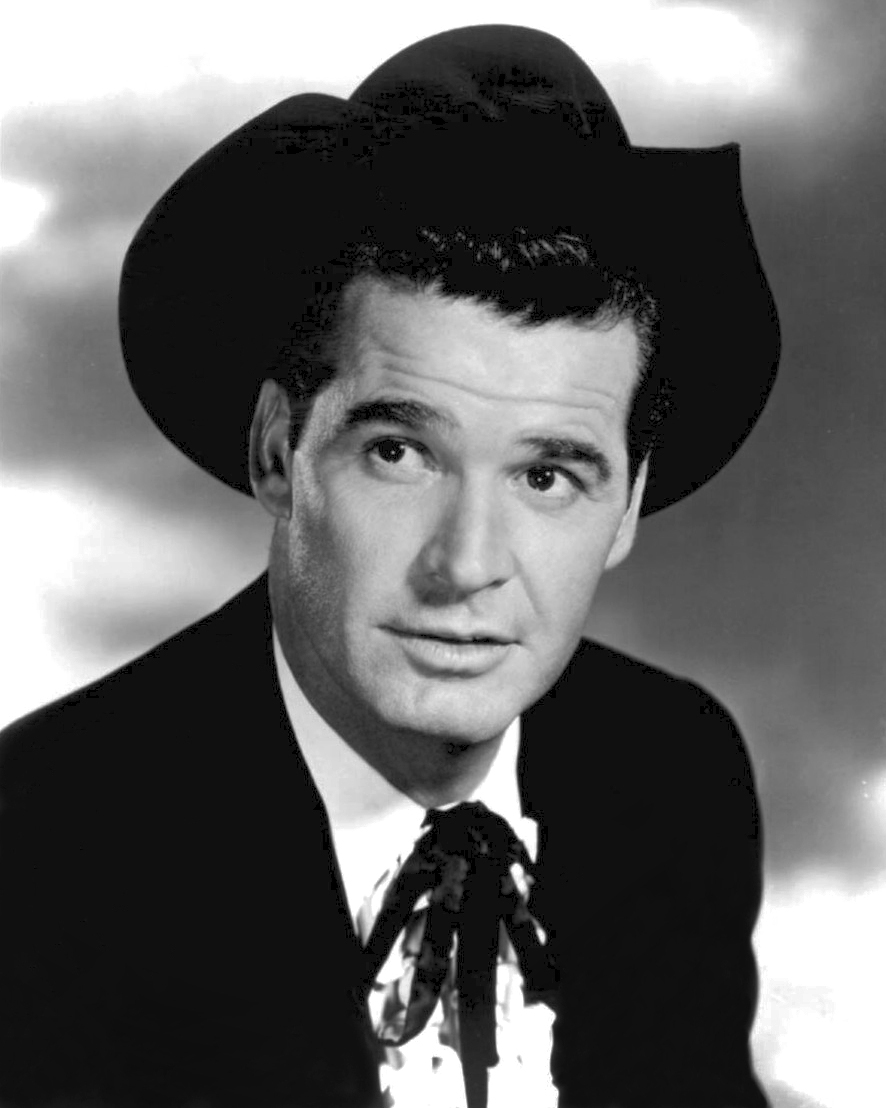
Den amerikanske skådespelaren James Garner avled 19 juli, 86 år gammal.

- 4 juli – Torill Thorstad Hauger, 70, norsk författare och bildkonstnär.[267]
- 4 juli – Giorgio Faletti, 63, italiensk deckarförfattare.[268]
- 5 juli – Hans-Ulrich Wehler, 82, tysk historiker.[269]
- 5 juli – Glenn Johansson, 58, svensk ishockeyspelare (Södertälje SK).[270][271]
- 5 juli – Reidar Ekner, 84, svensk författare, översättare och litteraturvetare.[272]
- 6 juli – Dave Legeno, 50, brittisk skådespelare, känd som varulv i Harry Potter och Dödsrelikerna.
- 6 juli – Alan J. Dixon, 86, amerikansk demokratisk politiker, senator för Illinois 1981–1993.[273]
- 7 juli – Eduard Sjevardnadze, 86, georgisk president 1992–2003 och sovjetisk utrikesminister 1985–1990.[274]
- 7 juli – Dickie Jones, 87, amerikansk skådespelare.[275]
- 7 juli – Alfredo Di Stéfano, 88, argentinskfödd spansk fotbollsspelare, världsspelare för Real Madrid.[276]
- 8 juli – John V. Evans, 89, amerikansk demokratisk politiker, Idahos guvernör 1977–1987.[277]
- 9 juli – Eileen Ford, 92, amerikansk vd och grundare av Ford Models.[278]
- 10 juli – Carl-Adolf Murray, 101, svensk präst.[279]
- 10 juli – On Kawara, 81, japansk konceptkonstnär.[280]
- 10 juli – Aimo Aho, 63, finländsk spjutkastare.[281]
- 11 juli – Tommy Ramone, 65, amerikansk trumslagare, originalmedlem i Ramones.[282]
- 11 juli – Carin Mannheimer, 79, svensk regissör, manusförfattare och författare.[283]
- 12 juli – Kenneth J. Gray, 89, amerikansk demokratisk politiker.[284]
- 13 juli – Lorin Maazel, 84, amerikansk dirigent och kompositör.[285]
- 13 juli – Nadine Gordimer, 90, sydafrikansk författare, nobelpristagare i litteratur 1991.[286]
- 13 juli – Thomas Berger, 89, amerikansk författare (Little Big Man).[287]
- 14 juli – Gunnar Ollén, 100, svensk litteraturvetare och radiochef.[288]
- 14 juli – Alice Coachman, 90, amerikansk olympisk höjdhoppare.[289]
- 15 juli – Robert A. Roe, 90, amerikansk demokratisk politiker.[290]
- 16 juli – Johnny Winter, 70, amerikansk bluesmusiker.[291]
- 16 juli – Karl Albrecht, 94, tysk affärsman och mångmiljardär (Aldi).[292]
- 17 juli – Elaine Stritch, 89, amerikansk skådespelare.[293]
- 17 juli – Ritva Holmberg, 70, finländsk skådespelare, regissör, manusförfattare och dramaturg.[294]
- 17 juli –  Henry Hartsfield, 80, amerikansk astronaut.[295]
- 19 juli – Ingemar Odlander, 78, svensk journalist, Rapports första nyhetsankare.[296]
- 19 juli – James Garner, 86, amerikansk skådespelare (Rockford tar över).[297]
- 19 juli – Skye McCole Bartusiak, 21, amerikansk skådespelare.[298]
- 20 juli – Bengt Lindwall, 81, svensk präst, författare och vigselförrättare i Kär och Galen.[299]
- 20 juli – Victor Atiyeh, 91, amerikansk republikansk politiker, Oregons guvernör 1979–1987.[300]
- 23 juli – Harriet Clayhills, 93, finländsk författare.
- 24 juli – Christian Falk, 52, svensk musikproducent och musiker (Imperiet).[301]
- 28 juli – Yvette Lebon, 103, fransk skådespelare.[302]
- 29 juli – Giorgio Gaslini, 84, italiensk jazzpianist och kompositör.[303]

## Augusti

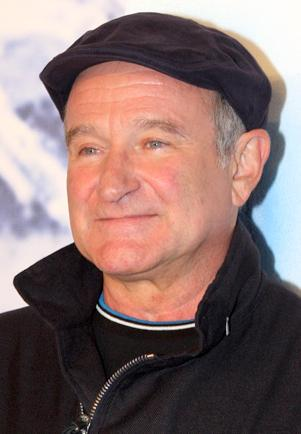
Den amerikanske skådespelaren Robin Williams avled 11 augusti, 63 år gammal.

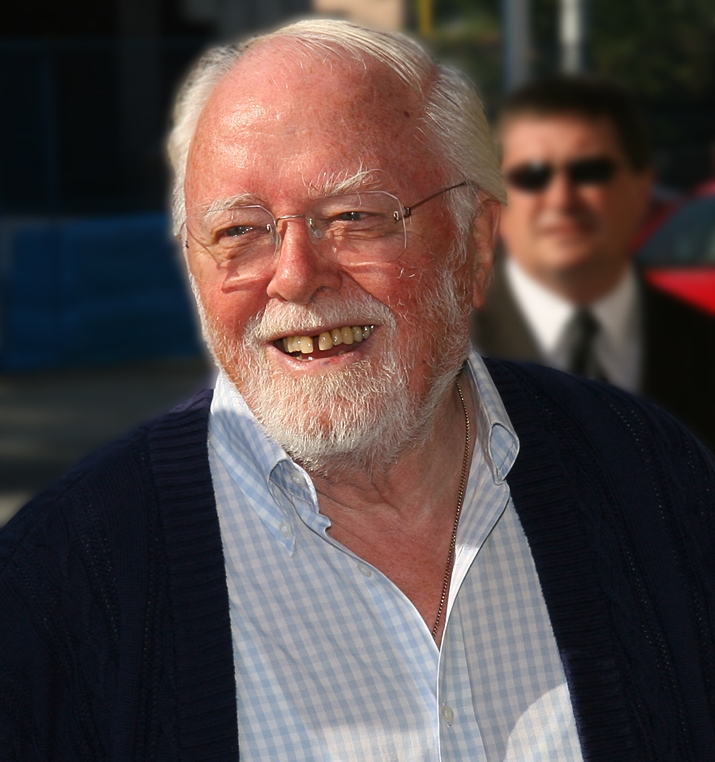
Den brittiske filmregissören och skådespelaren Richard Attenborough avled 24 augusti, 90 år gammal.

- 2 augusti – Gösta Holmström, 91, svensk skådespelare.
- 3 augusti – Dorothy Salisbury Davis, 98, amerikansk deckarförfattare.[304]
- 4 augusti – James Brady, 73, amerikansk pressekreterare för Vita Huset, skadad vid attentatet mot Ronald Reagan 1981.[305]
- 5 augusti – Chapman Pincher, 100, brittisk journalist och författare.[306]
- 5 augusti – Angéla Németh, 68, ungersk spjutkastare.[307]
- 5 augusti – Hans V. Engström, 65, svensk skådespelare (Rederiet).
- 5 augusti – Elfriede Brüning, 103, tysk författare.[308]
- 6 augusti – Ralph Bryans, 72, brittisk (nordirländsk) roadracingförare.[309]
- 10 augusti – Ulla Wikander, 99, svensk skådespelare.
- 10 augusti – Constantin Alexandru, 60, rumänsk brottare.[310]
- 11 augusti – Robin Williams, 63, amerikansk skådespelare, komiker och författare.[311]
- 11 augusti – Vladimir Beara, 85, kroatisk (jugoslavisk) fotbollsspelare och tränare.[312]
- 12 augusti – Lauren Bacall, 89, amerikansk skådespelare.[313]
- 13 augusti – Sven Ohm, 85, svensk baptistpastor och författare.[314]
- 13 augusti – Frans Brüggen, 79, nederländsk dirigent och blockflöjtist.[315]
- 14 augusti – Jay Adams, 53, amerikansk skateboardåkare.[316]
- 15 augusti – Licia Albanese, 105, italienskfödd amerikansk operasångare (sopran).[317]
- 16 augusti – Peter Scholl-Latour, 90, fransk-tysk författare, professor och journalist.[318]
- 17 augusti – Miodrag Pavlović, 85, serbisk författare och poet.[319]
- 18 augusti – Don Pardo, 96, amerikansk radio- och TV-presentatör.[320]
- 18 augusti – Jim Jeffords, 80, amerikansk senator för Vermont 1989–2007.[321]
- 19 augusti – Henry Plée, 91, fransk kampsportspionjär.[322]
- 19 augusti – Brian G. Hutton, 79, amerikansk filmregissör.[323]
- 19 augusti – Simin Behbahani, 87, iransk författare och poet.[324]
- 20 augusti – B.K.S. Iyengar, 95, indisk yoga-guru.[325]
- 20 augusti – Joseph J. Fauliso, 98, amerikansk politiker, viceguvernör i Connecticut.[326]
- 21 augusti – Albert Reynolds, 81, irländsk politiker, premiärminister 1992–1994.[327]
- 21 augusti – Steven R. Nagel, 67, amerikansk astronaut.[328]
- 23 augusti – Birgitta Stenberg, 82, svensk författare, översättare och illustratör.[329]
- 23 augusti – Ahti Pekkala, 89, finländsk politiker.[330]
- 23 augusti – Inga Juuso, 68, norsk (samisk) jojksångare och skådespelare.[331]
- 24 augusti – Leonid Stadnyk, 44, ukrainare känd som världens längste man under en period.[332]
- 24 augusti – Richard Attenborough, 90, brittisk filmregissör, producent och skådespelare.[333]
- 25 augusti – Victor J. Stenger, 79, amerikansk partikelfysiker.[334]
- 25 augusti – Lars Mortimer, 68, svensk tecknare och serieskapare (Hälge).[335][336]
- 25 augusti – Maj-Briht Bergström-Walan, 89, svensk sexolog, sexualundervisare och sexualforskare.[337]
- 27 augusti – Jacques Friedel, 93, fransk fysiker.[338]
- 27 augusti – Rune Söderqvist, 79, svensk affischdesigner, reklamtecknare och illustratör (Abba).[339][340]
- 28 augusti – Bill Kerr, 92, australisk skådespelare.[341]
- 29 augusti – Björn Waldegård, 70, svensk rallyförare, världsmästare i rally 1979.
- 29 augusti – Brasse Brännström, 69, svensk skådespelare, manusförfattare och komiker.[342]
- 30 augusti – Andrew V. McLaglen, 94, brittisk filmregissör.[343]
- 31 augusti – Carol Vadnais, 68, kanadensisk ishockeyspelare.[344]
- 31 augusti – Jonathan Williams, 71, brittisk racerförare.[345]
- 31 augusti – Sioma Zubicky, 88, svensk journalist, författare och Auschwitz-överlevare.[346]

## September

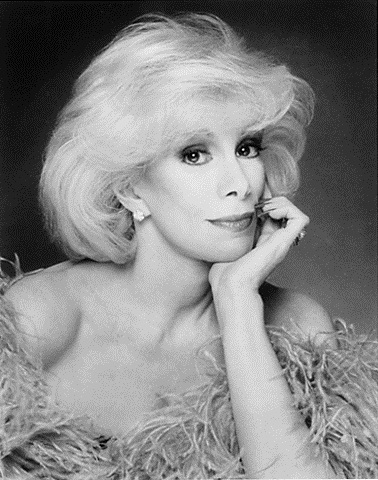
Den amerikanska skådespelaren och komikern Joan Rivers avled 4 september, 81 år gammal.

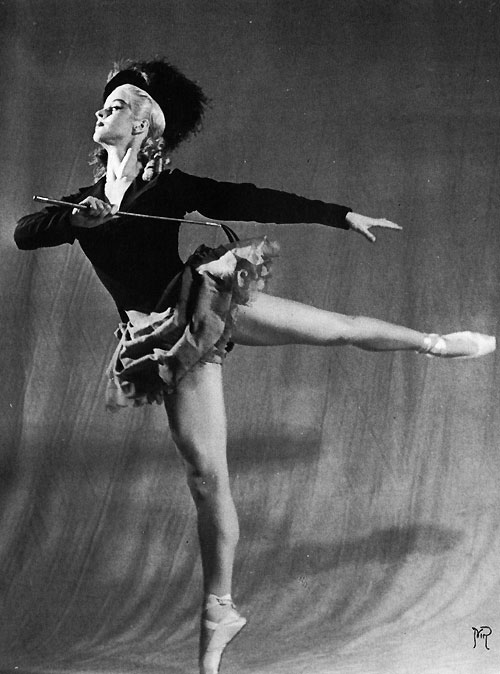
Den svenska balletdansösen, koreografen och skådespelaren Elsa-Marianne von Rosen avled 7 september, 90 år gammal.

- 1 september – Gottfried John, 72, tysk skådespelare (Goldeneye).[347]
- 1 september – Godane (Moktar Ali Zubeyr), 37, somalisk ledare för al-Shabaab.[348]
- 2 september – Sándor Rozsnyói, 83, ungersk friidrottare.[349]
- 2 september – J. LaMoine Jenson, 79, amerikansk mormonpredikant.[350]
- 3 september – Niki Nordenskjöld, 38, svensk skådespelare.[351]
- 4 september – Joan Rivers, 81, amerikansk skådespelare, komiker och talkshowvärd.[352]
- 6 september – Jim Dobbin, 73, brittisk parlamentsledamot (Labour).[353]
- 6 september – Odd Bondevik, 73, norsk biskop och teolog.[354]
- 7 september – Elsa-Marianne von Rosen, 90, svensk balettdansös, koreograf och skådespelare.[355]
- 7 september – Don Keefer, 98, amerikansk skådespelare.[356]
- 8 september – Sten Rodhe, 98, svensk teologisk författare.[357]
- 9 september – Bengt Hedin, 64, svensk sportchef för Modo hockey.[358]
- 10 september – Richard Kiel, 74, amerikansk skådespelare.[359]
- 10 september – Rune Jansson, 95, svensk målare, grafiker och författare.
- 11 september – Bob Crewe, 82, amerikansk kompositör, sångtextförfattare och musikproducent.[360]
- 12 september – Joe Sample, 75, amerikansk jazzpianist, keyboardist och kompositör.[361]
- 12 september – Bengt Saltin, 79, svensk fysiolog.[362]
- 12 september – Ian Paisley, 88, nordirländsk politiker och kyrkoledare.[363]
- 12 september – Atef Ebeid, 82, egyptisk premiärminister 1999–2004.[364]
- 15 september – Jürg Schubiger, 77, schweizisk psykoterapeut och barnboksförfattare.[365]
- 15 september – Roger Blomquist, 57, svensk sportjournalist.[366]
- 15 september – John Anderson, Jr., 97, amerikansk republikansk politiker, Kansas guvernör 1961–1965.[367]
- Exakt datum saknas – Dag Taylor, 51, svensk dansare, sångare och manager.
- 19 september – Håkan Andrae, 100, svensk militär.
- 20 september – Anton Günther av Oldenburg, 91, tysk hertig.[368]
- 20 september – Polly Bergen, 84, amerikansk skådespelare.[369]
- 22 september – Hasse Wallman, 78, svensk entreprenör och direktör i nöjesbranschen.[370]
- Exakt datum saknas – Harry Ahlberg, 94, svensk författare.
- 24 september – Ailo Gaup, 70, norsk-samisk författare och nåjd.[371]
- 24 september – Deborah Cavendish, hertiginna av Devonshire, 94, brittisk hertiginna, den sista av systrarna Mitford.[372]
- 25 september – Dorothy Tyler-Odam, 94, brittisk höjdhoppare.[373]
- 27 september – Antti Lovag, 94, ungersk-fransk arkitekt.[374]
- 29 september – Yves Marchesseau, 62, fransk tv-personlighet ("La Boule" i Fångarna på fortet).[375]
- 29 september – Pia Hesselmark-Campbell, 103, svensk konstnär.[376]
- 29 september – Erik Hansen, 74, dansk kanotist, OS-guldmedaljör 1960.[377]
- 29 september – Cecilia Frisendahl, 91, svensk grafiker, tecknare och konstnär.[378]
- 30 september – Martin L. Perl, 87, amerikansk fysiker, nobelpristagare i fysik 1995.[379]
- 30 september – Gunder Höög, 71, svensk konstnär.[380][381]
- 30 september – Kaj Björk, 95, svensk socialdemokrat, riksdagsman, ambassadör, journalist och författare om arbetarrörelsens historia.[382]
- 30 september - Jim Steffe, 71, österrikisk skådespelare.[383]

## Oktober

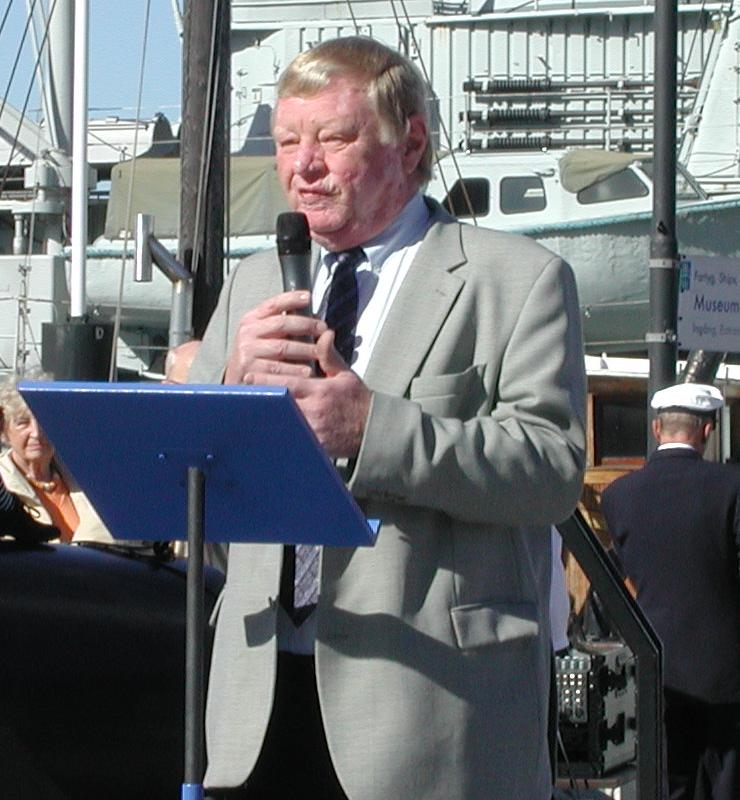
Den svenske politikern Göran Johansson avled 23 oktober, 69 år gammal.

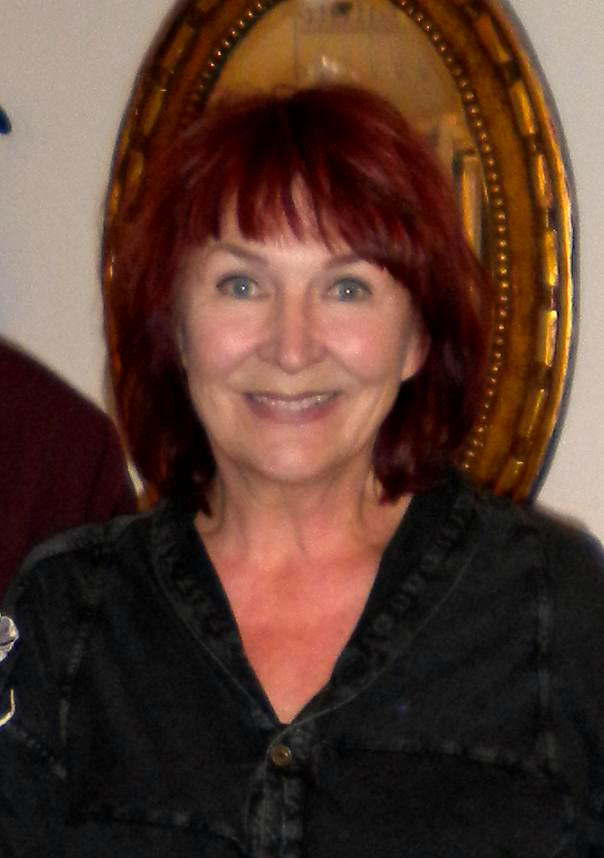
Den svenska skådespelaren Kim Anderzon avled 24 oktober, 71 år gammal.

- 1 oktober – Lynsey de Paul, 66, brittisk sångare och låtskrivare.[384]
- 1 oktober – Jörgen Almblad, 71, svensk åklagare (bland annat i Palmeutredningen) och tidigare chef för Rikskriminalpolisen.[385]
- 3 oktober – Ronny Carlsson, 62, svensk musiker.[386]
- 4 oktober – Fjodor Tjerenkov, 55, rysk (sovjetisk) fotbollsspelare.[387]
- 4 oktober – Paul Revere, 76, amerikansk rockmusiker (Paul Revere and the Raiders).[388]
- 4 oktober – Jean-Claude ”Baby Doc” Duvalier, 63, haitisk president och diktator 1971–1986.[389]
- 5 oktober – Misty Upham, 32, amerikansk skådespelare (Frozen River).[390]
- 5 oktober – Anna Przybylska, 35, polsk skådespelare och modell.[391]
- 5 oktober – Jurij Ljubimov, 97, rysk teaterregissör, skådespelare och pedagog.
- 5 oktober – Göte Hagström, 96, svensk friidrottare (hinderlöpare).[392]
- 5 oktober – Andrea de Cesaris, 55, italiensk racerförare (Formel 1).[393]
- 7 oktober – Siegfried Lenz, 88, tysk författare.[394]
- 8 oktober – Mark Bell, 43, brittisk musiker och producent.[395]
- 8 oktober – Verner Lindblom, 96, svensk lärare och historiker.
- 9 oktober – Carolyn Kizer, 88, amerikansk poet.[396]
- 9 oktober – Jan Hooks, 57, amerikansk skådespelare och komiker (Saturday Night Live).[397]
- 9 oktober – Sydney Chapman, 78, brittisk parlamentsledamot (konservativ).[398]
- 10 oktober – Helmer Lång, 90, svensk författare och översättare.[399]
- 11 oktober – Mats Rondin, 54, svensk cellist och dirigent.[400]
- 12 oktober – Graham Miles, 73, brittisk snookerspelare.[401]
- 13 oktober – Pontus Segerström, 33, svensk fotbollsspelare.[402]
- 13 oktober – Greta Erikson, 94, svensk pianist.[403]
- 14 oktober – Elizabeth Peña, 55, amerikansk skådespelare (Jacobs inferno, Rush Hour).[404]
- 14 oktober – Isaiah ”Ikey” Owens, 38, amerikansk keyboardist.[405]
- 15 oktober – Marie Dubois, 77, fransk skådespelare.[406]
- 16 oktober – Tim Hauser, 72, amerikansk sångare, originalmedlem och medgrundare av The Manhattan Transfer.[407]
- 19 oktober – Miloslava Rezková, 64, tjeckisk (tjeckoslovakisk) friidrottare, OS-guldmedaljör i höjdhoppning 1968.[408]
- 19 oktober – John Holt, 67, jamaicansk sångare och låtskrivare.[409]
- 20 oktober – Oscar de la Renta, 82, dominikanskfödd amerikansk modeskapare.[410]
- 21 oktober – Carl-Johan Franck, 92, svensk fotbollsspelare.[411]
- 21 oktober – Gough Whitlam, 98, australisk premiärminister 1972–1975.[412]
- 21 oktober – Benjamin ”Ben” Bradlee, 93, amerikansk publicist och mångårig chefredaktör för Washington Post (bland annat under Watergateskandalen).[413]
- 23 oktober – Alvin Stardust (även känd som Shane Fenton), 72, brittisk popsångare.[414]
- 23 oktober – André Piters, 83, belgisk fotbollsspelare.[415]
- 23 oktober – Göran Johansson, 69, svensk socialdemokratisk kommunalpolitiker och metallarbetare, Göteborgs kommunstyrelses ordförande under 19 år.[416]
- 24 oktober – Mbulaeni Mulaudzi, 34, sydafrikansk friidrottare.[417]
- 24 oktober – Kim Anderzon, 71, svensk skådespelare.[418]
- 25 oktober – Marcia Strassman, 66, amerikansk skådespelare (Älskling, jag krympte barnen, etc).[419]
- 25 oktober – Jack Bruce, 71, brittisk (skotsk) musiker, låtskrivare och sångare (Cream).[420]
- 26 oktober – Senzo Meyiwa, 27, sydafrikansk fotbollsspelare.[421]
- 27 oktober – Leif Skiöld, 79, svensk ishockey- och fotbollsspelare.[422]
- 27 oktober – Torsten Törnqvist, 78, svensk militär.[423]
- 28 oktober – Michael Sata, 77, zambisk politiker, president 2011–2014.[424]
- 29 oktober – Klas Ingesson, 46, svensk fotbollsspelare och fotbollstränare.[425]
- 30 oktober – Thomas Menino, 71, amerikansk politiker, Bostons borgmästare 1993–2014.
- 30 oktober – Renée Asherson, 99, brittisk skådespelare.[426]
- 31 oktober – Käbi Laretei, 92, estnisk-svensk pianist och författare.[427]

## November

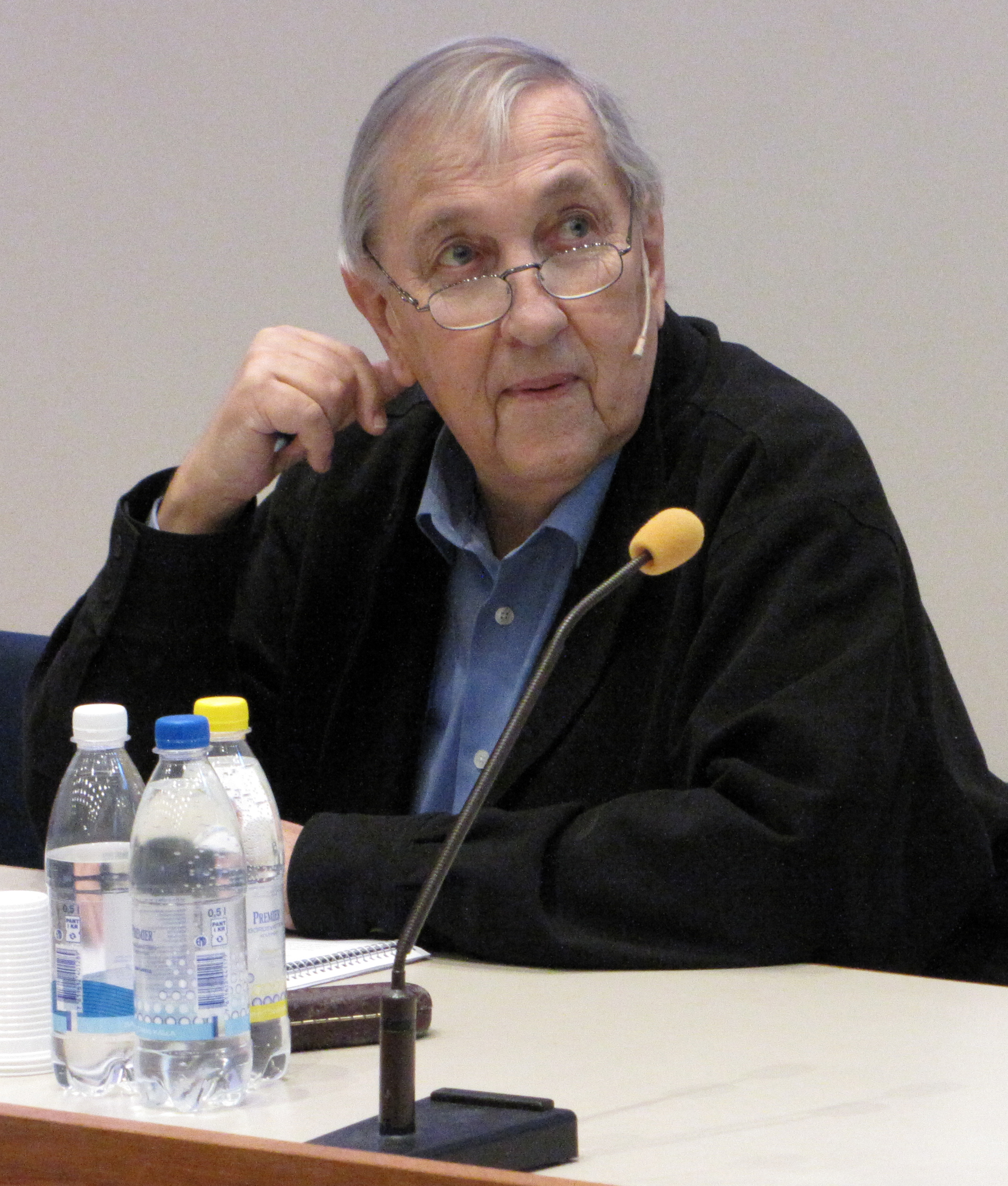
Den svenske dokumentärfilmaren och författaren Olle Häger avled 1 november, 79 år gammal.

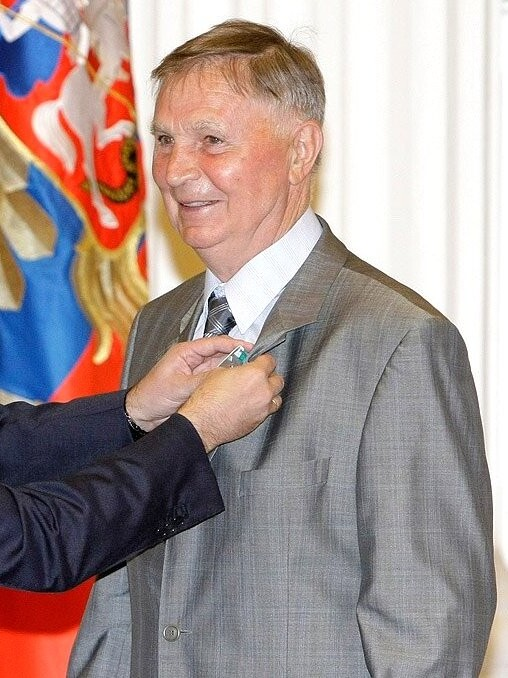
Den ryske ishockeytränaren Viktor Tichonov avled 24 november, 84 år gammal.

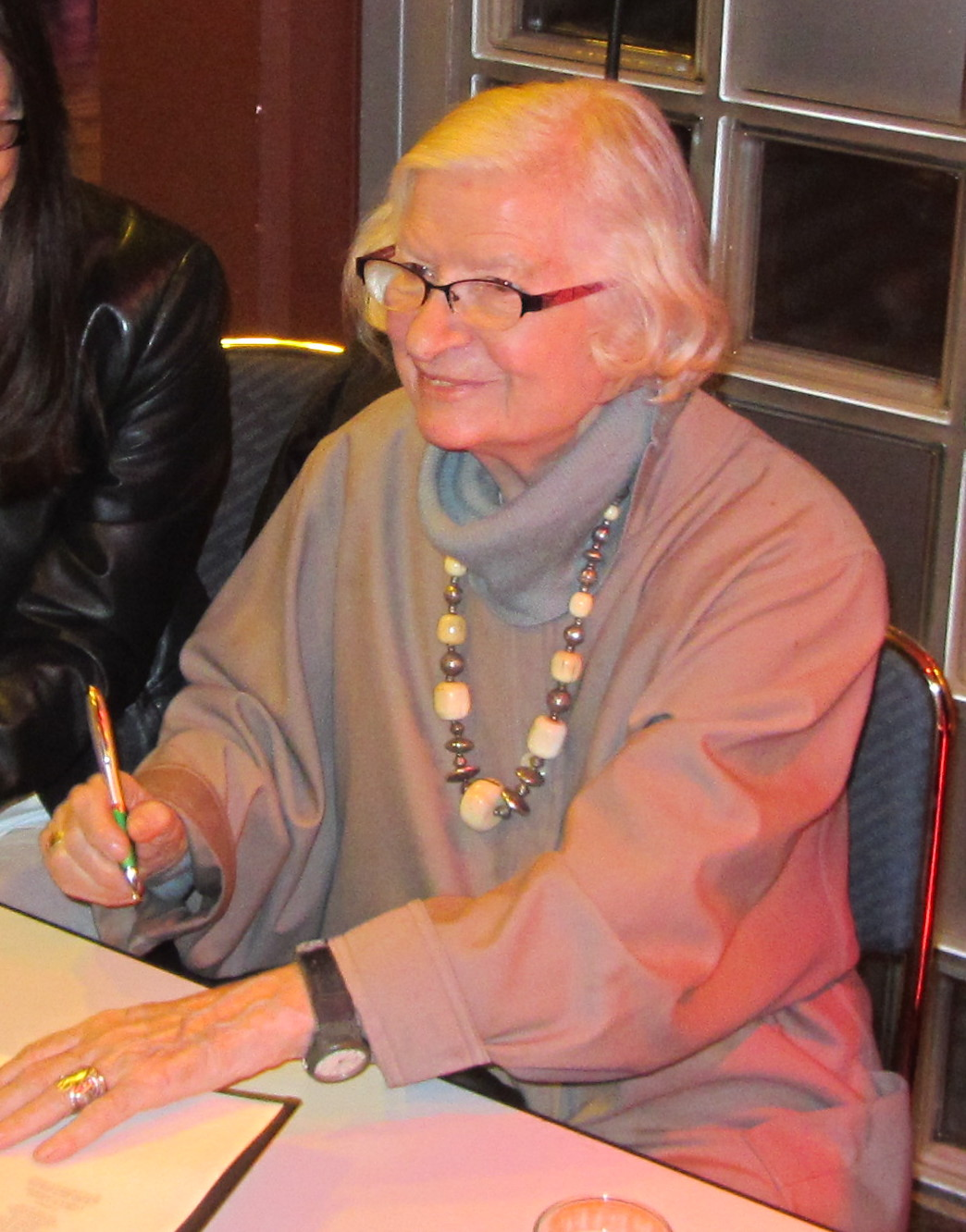
Den brittiska författaren P.D. James avled 27 november, 94 år gammal.

- 1 november – Olle Häger, 79, svensk dokumentärfilmare, tv-producent, författare och historiker.[428]
- 2 november – Acker Bilk, 85, brittisk jazzklarinettist.[429]
- 3 november – Gordon Tullock, 92, amerikansk nationalekonom.[430]
- 4 november – Kristine Bernadotte, 82, norskfödd svensk prinsessa och medlem av kungliga familjen, änka efter prins Carl. [431]
- 6 november – William Rosenberg, 94, dansk skådespelare.[432]
- 6 november – Carl Persson, 94, svensk jurist och ämbetsman.[433]
- 8 november – Lars Stenstad, 93, svensk målare och grafiker.[434]
- 10 november – Marianne Alopaeus, 96, finlandssvensk författare och översättare.[435]
- 11 november – Jan Lindhardt, 76, dansk teolog och skribent.[436]
- 11 november – Jon Höjer, 91, svensk arkitekt.[437]
- 12 november – Warren Clarke, 67, brittisk skådespelare (A Clockwork Orange).[438]
- 12 november – Guy de la Berg, 77, svensk skådespelare.[439]
- 13 november – Alexander Grothendieck, 86, tyskfödd fransk matematiker.[440]
- 14 november – Glen A. Larson, 77, amerikansk manusförfattare och TV-producent[441]
- 16 november – Serge Moscovici, 89, rumänskfödd fransk socialpsykolog.[442]
- 17 november – Jimmy Ruffin, 78, amerikansk soul- och r&b-sångare.[443]
- 17 november – Dr. Flori, 35, albansk sångare och musiker.[444]
- 18 november – Göran Graffman, 83, svensk skådespelare och regissör (Den vita stenen).[445]
- 18 november – Dave Appell, 92, amerikansk musiker, låtskrivare och producent (Let's Twist Again).[446]
- 19 november – Mike Nichols, 83, amerikansk film- och teaterregissör, producent och manusförfattare (Mandomsprovet). [447]
- 20 november – Cayetana Fitz-James Stuart, 88, spansk hertiginna.[448]
- 21 november – Tristan Björling, 19, Idol deltagare (Deltog i Idol 2014).
- 23 november – Pat Quinn, 71, kanadensisk ishockeyspelare och ishockeytränare.[449]
- 23 november – Dorothy Bundy Cheney, 98, amerikansk tennisspelare.[450]
- 23 november – Marion Barry, 78, amerikansk demokratisk politiker, Washingtons borgmästare 1979–1991 och 1995–1999.[451]
- 24 november – Viktor Tichonov, 84, rysk (tidigare sovjetisk) ishockeytränare.[452]
- 24 november – Emy Storm, 89, svensk skådespelare (Emil i Lönneberga).[453]
- 24 november – Alla Sizova, 75, rysk ballerina.[454]
- 25 november – Denham Harman, 98, amerikansk gerontolog och vetenskapsman.[455]
- 26 november – Sabah, 87, libanesisk sångare och skådespelare.[456]
- 27 november – Frank Yablans, 79, amerikansk filmproducent och tidigare vd för bolaget Paramount.[457]
- 27 november – P.D. James, 94, brittisk författare (bland annat böckerna med Adam Dalgliesh).[458]
- 28 november – Hans L. Zetterberg, 87, svensk sociolog och chefredaktör (Svenska Dagbladet).[459]
- 29 november – Pjotr Zajev, 61, rysk (sovjetisk) boxare.[460]
- 29 november – Mark Strand, 80, kanadensisk-amerikansk poet.[461]
- 29 november – Leif Nilsson, 71, svensk barnskådespelare (Mästerdetektiven Blomkvist lever farligt).
- 29 november – Brian Macdonald, 86, kanadensisk balettdansare och koreograf.[462]
- 30 november – Liane Linden, 94, svensk skådespelare.[463]
- 30 november – Radwa Ashour, 68, egyptisk författare.[464]

## December

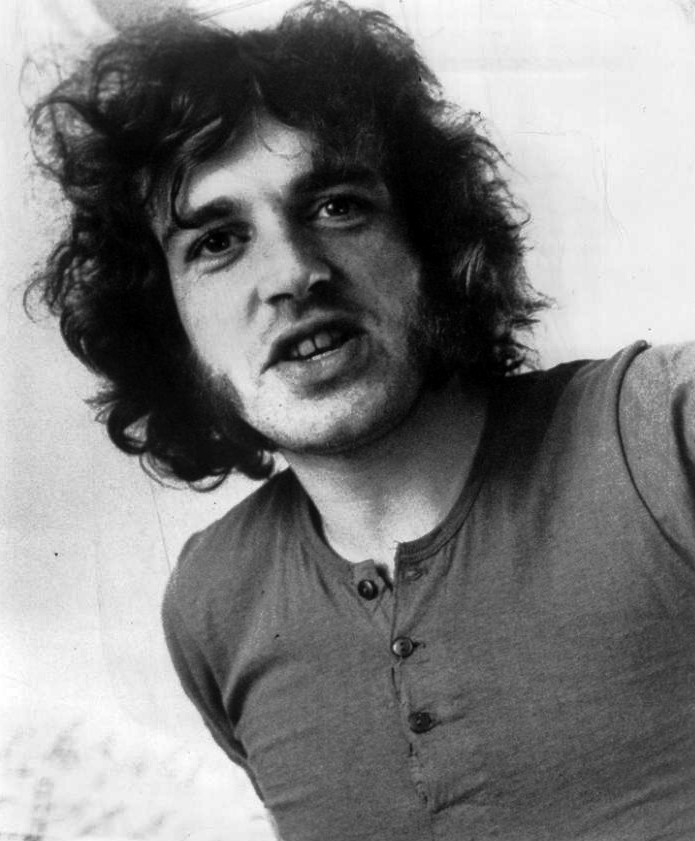
Den brittiske sångaren Joe Cocker avled 22 december, 70 år gammal.

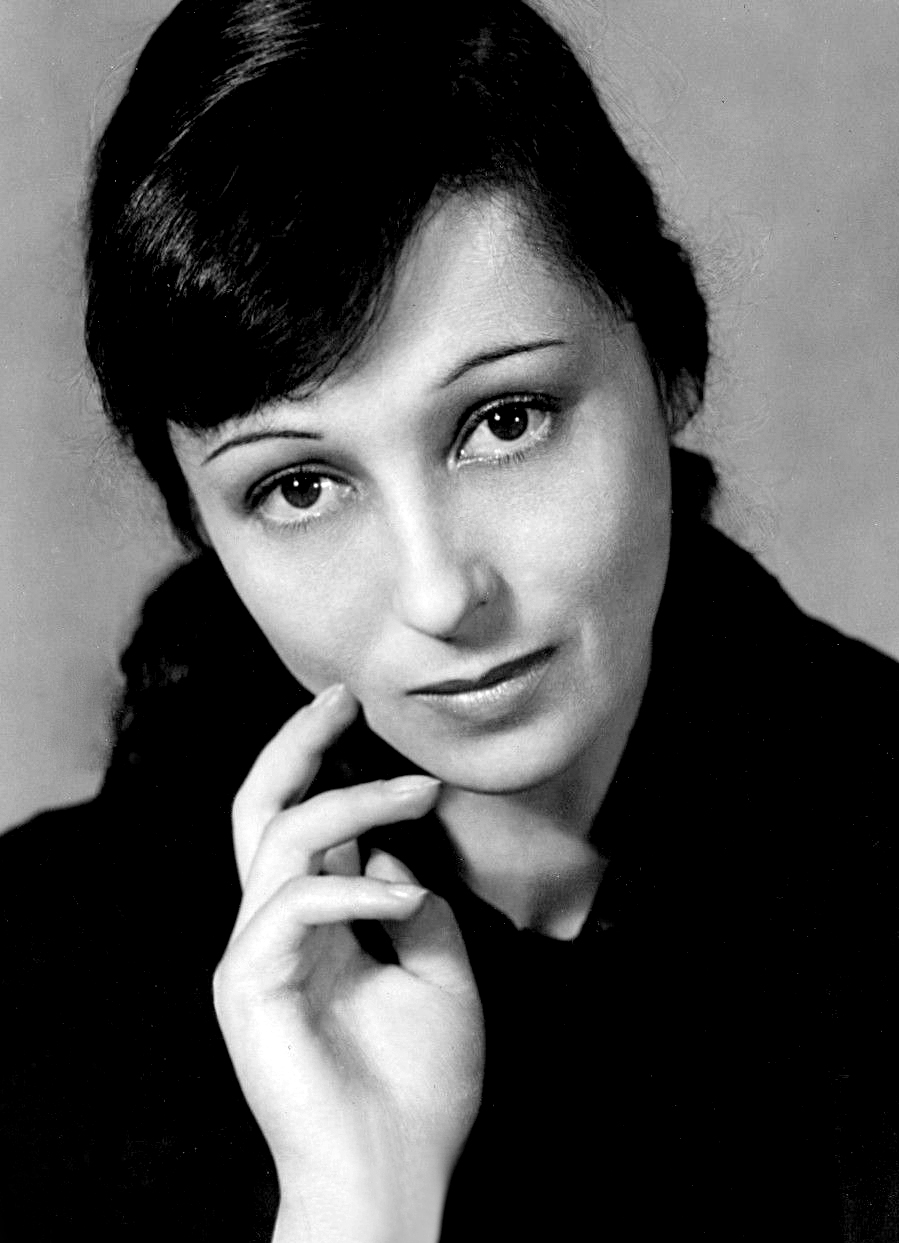
Den amerikanska skådespelaren Luise Rainer avled 30 december, 104 år gammal.

- 1 december – Rune Bergman, 81, svensk skådespelare.[465]
- 2 december – Bobby Keys, 70, amerikansk saxofonist (bland annat för Rolling Stones).[466]
- 2 december – Jean Béliveau, 83, kanadensisk ishockeyspelare.[467]
- 3 december – Ian McLagan, 69, brittisk musiker.[468]
- 3 december – Nathaniel Branden, 84, kanadensiskfödd amerikansk psykoterapeut och självhjälpsförfattare.[469]
- 3 december – Jacques Barrot, 77, fransk konservativ politiker och tidigare EU-kommissionär med ansvar för flera olika områden.[470]
- 5 december – Fabiola, 86, belgisk drottning 1960–1993.[471]
- 6 december – Ralph H. Baer, 92, tyskfödd amerikansk uppfinnare och pionjär inom dataspelsbranschen.[472]
- 7 december – Bengt ”Polo” Johansson, 85, svensk sångare och programledare.[473]
- 8 december – Knut Nystedt, 99, norsk kompositör, främst av körmusik.[474]
- 9 december – Jorge María Mejía, 91, argentinsk kardinal.[475]
- 10 december – Ralph Giordano, 91, tysk författare, journalist och publicist.[476]
- 11 december – Bo Grandien, 82, svensk författare, konstvetare och journalist.[477]
- 16 december – Wendy Rene, 67, amerikansk soulsångare och låtskrivare.[478]
- 18 december – Virna Lisi, 78, italiensk skådespelare.[479]
- 18 december – Ingvar Kjellson, 91, svensk skådespelare.[480]
- 19 december – Börje Wallberg, 91, svensk militär och en av Sveriges främsta filatelister.[481]
- 20 december – Per-Ingvar Brånemark, 85, svensk anatom och ortopedisk kirurg.[482]
- 21 december – Alan Williams, 84, brittisk (walesisk) labourpolitiker, parlamentsledamot 1964–2010.[483]
- 21 december – Billie Whitelaw, 82, brittisk skådespelare.[484]
- 21 december – Udo Jürgens, 80, österrikisk sångare och låtskrivare (Eurovision Song Contest 1966).[485]
- 21 december – Åke ”Bajdoff” Johansson, 86, svensk fotbollsspelare.[486]
- 22 december – Per Hilding, 91, svensk riksdagsman och chefredaktör.[487]
- 22 december – Vera Gebuhr, 98, dansk skådespelare (Matador).[488]
- 22 december – Joe Cocker, 70, brittisk sångare.[489]
- 23 december – Jeremy Lloyd, 84, brittisk manusförfattare ('Allå, 'allå, 'emliga armén).
- 24 december – Krzysztof Krauze, 61, polsk regissör.[490]
- 24 december – Jacqueline Briskin, 87, amerikansk författare.[491]
- 26 december – Leo Tindemans, 92, belgisk politiker, premiärminister 1974–1978.[492]
- 26 december – James B. Edwards, 87, amerikansk republikansk politiker, guvernör i South Carolina 1975–1979 och energiminister 1981–1982.
- 26 december – Stanisław Barańczak, 68, polsk poet och översättare.[493]
- 27 december – Tomaž Šalamun, 73, slovensk poet.[494]
- 30 december – Luise Rainer, 104, tyskfödd amerikansk Oscars-belönad skådespelare.[495]
- 31 december – Arthur Wellesley, 8:e hertig av Wellington, 99, brittisk adelsman, militär och företagsledare.[496]
- 31 december – Edward Herrmann, 71, amerikansk skådespelare.[497]